# Liste der Träger der Bayerischen Verfassungsmedaille
Diese Liste führt die Träger der Bayerischen Verfassungsmedaille auf. Die Verfassungsmedaille in Gold erhielten insgesamt 364 Persönlichkeiten, die in Silber 1226 Persönlichkeiten (Stand Ende 2020).

## Träger
Hinweis: Laut Auskunft der Pressestelle des Landtagsamts werden die Namen der Träger aus früheren Jahren (= 1961–2003) aus „Datenschutzgründen“ nicht veröffentlicht. Warum dieser Datenschutz nur für Personen zutrifft, die vor 2003 ausgezeichnet wurden, wurde nicht erklärt.

### 1993 (Liste unvollständig)
Folgende Persönlichkeiten erhielten die Bayerische Verfassungsmedaille in Gold:
- Rolf Linkenheil (* 6. Januar 1936 in Rottweil; 31. März 2019 in Schramberg, beerdigt in München), Journalist, München, für seine von 1968 bis 1978 für die Schwäbische Zeitung und von 1978 bis 2001 für die Stuttgarter Zeitung dauernde Tätigkeit als Bayern- und Landtagskorrespondent in München.[Fn. 1993 1]

Fußnoten
1. ↑  Carsten Kohlmann: Zeitlebens ein "echter Schramberger". In: Schwarzwälder Bote. 5. April 2019, abgerufen am 3. Dezember 2022.

### 1999 (Liste unvollständig)
Folgende Persönlichkeiten erhielten die Bayerische Verfassungsmedaille in Silber:
- Johann Wittmann (* 1937), Präsident des Bayerischen Verwaltungsgerichtshofes (1. Juni 1995 bis 31. Juli 2002), München

### 2000 (Liste unvollständig)
Folgende Persönlichkeiten erhielten die Bayerische Verfassungsmedaille in Gold:
- Thomas Goppel

Folgende Persönlichkeiten erhielten die Bayerische Verfassungsmedaille in Silber:
- Sigmund Gottlieb, Chefredakteur des Bayerischen Rundfunks

### 2001 (Liste unvollständig)
Folgende Persönlichkeiten erhielten die Bayerische Verfassungsmedaille in Gold:
- Kurt Faltlhauser (CSU), bayerischer Finanzminister
- Ingo Friedrich (CSU), Vizepräsident des Europäischen Parlaments
- Erwin Huber (CSU), bayerischer Staatsminister
- Manfred Weiß (CSU), bayerischer Justizminister

Folgende Persönlichkeiten erhielten die Bayerische Verfassungsmedaille in Silber:
- Adolf Dinglreiter (CSU), MdL
- Peter Jonas, Intendant der Bayerischen Staatsoper
- Johannes Strasser
- Hanna Wolf (SPD)

### 2002 (Liste unvollständig)
Folgende Persönlichkeiten erhielten die Bayerische Verfassungsmedaille in Gold:
- Reinhold Bocklet (CSU), bayerischer Europaminister
- Josef Deimer (CSU), Oberbürgermeister von Landshut
- Dietmar Franzke (SPD), MdL
- Franz Götz (SPD), MdL
- Ursula Männle (CSU), MdL
- Albert Schmid (CSU), MdL
- Gerhard Schmid (SPD), Vizepräsident des Europäischen Parlaments
- Otto Zeitler (CSU), MdL
- Alfons Zeller (CSU), MdL

Folgende Persönlichkeiten erhielten die Bayerische Verfassungsmedaille in Silber:
- Karl Freller (CSU), MdL (erhielt 2005 auch die Bayerische Verfassungsmedaille in Gold)
- Otto Gritschneder, München, setzte sich für die Bestrafung von nationalsozialistischen Verbrechern ein
- Dieter Heckel (CSU), MdL
- Stefan Jetz (CSU), MdL
- Elisabeth Köhler (Grüne), MdL
- Sebastian Kuchenbaur (CSU), MdL
- Franz Maget (SPD), MdL (erhielt 2005 auch die Bayerische Verfassungsmedaille in Gold)
- Heinz Mehrlich (SPD), MdL
- Franz Meyer (CSU), MdL
- Hermann Niedermeier (SPD), MdL
- Wolf-Dieter Ring, Präsident Bayerische Landeszentrale für neue Medien
- Manfred Schuhmann (SPD), MdL
- Heiko Schultz (SPD), MdL
- Eberhard Sinner (CSU), bayerischer Staatsminister (erhielt 2006 auch die Bayerische Verfassungsmedaille in Gold)
- Ellis Kaut, bayerische Kinderbuchautorin und Erfinderin des Pumuckl
- Robert Münster, bayerischer Musikwissenschaftler

### Stand bis 2003
Die Verfassungsmedaille in Gold erhielten bisher 232 Persönlichkeiten, die in Silber 615 Persönlichkeiten (Stand: November 2004).

### 2004
Am 2. Dezember 2004, dem bayerischen Verfassungstag, zeichnete Landtagspräsident Alois Glück 11 Persönlichkeiten mit der Verfassungsmedaille in Gold und 31 mit der Verfassungsmedaille in Silber aus. Die Verleihung fand im Konferenzzimmer des Maximilianeums statt.
Die Verfassungsmedaille in Gold erhielten:
- Eugen Biser, Prälat, München
- Gustava Everding, München
- Johannes Friedrich, Landesbischof, München
- Gerhard Fuchs, Fernsehdirektor, München
- Sr. M. Gunda Gruber, Generaloberin, Ursberg
- Edda Huther, Präsidentin Bayerischer Verfassungsgerichtshof, München
- Henning Kaul, MdL, Alzenau
- Konrad Kobler, MdL, Ruderting
- Herbert Müller, MdL, Memmingen
- Karin Radermacher, MdL, Würzburg
- Max Strehle, MdL, Gessertshausen

Die Verfassungsmedaille in Silber erhielten:
- Peter Abspacher, Journalist, Nürnberg
- Peter Althammer, Journalist, München
- Hansjörg Christmann, Dachau
- Johannes Correll, Aschau
- Franz Ditsch, Prittriching
- Annegrit Eichhorn, Journalistin, München
- Helmut Gebhard, München
- Martin Geiger, Wasserburg am Inn
- Peter Issig, Journalist, München
- Ekkehard Knobloch, Gauting
- Bernd Kränzle, MdL, Augsburg
- Wilhelm Leichtle, MdL, Augsburg
- Christian Magerl, MdL, Freising
- Peter Marder, Journalist, München
- Peter Motsch, Würzburg
- Gustl Motyka, Regensburg
- Jan Murken, Ottobrunn
- Bärbel Narnhammer, MdL, Poing
- Gabriele Nelkenstock, Würzburg
- Anita Roth, Obernburg
- Hans Roth, München
- Franz Schindler, MdL, Schwandorf
- Nikolaus Schratzenstaller, Landshut
- Georg Titze, Würzburg
- Christian Ude, Oberbürgermeister, München
- Joachim Wahnschaffe, MdL, Regensburg
- Nada Weigelt, Journalistin, München
- Ben Willikens, ehem. Rektor Akademie Bildende Künste, München
- Georg Winter, MdL, Höchstädt a.d. Donau
- Cornelia Wohlhüter, Journalistin, München
- Raimund Wünsche, Direktor Glyptothek und Antikensammlungen, München

Damit erhöht sich die Zahl der Verleihungen auf 243 in Gold und 646 in Silber (Stand: 2. Dezember 2004).

### 2005
Am 2. Dezember 2005, dem bayerischen Verfassungstag, wurde im Rahmen einer Feierstunde zehn weitere Persönlichkeiten mit der Verfassungsmedaille in Gold und 31 mit der in Silber, demnach insgesamt 41 Personen, vom damaligen bayerischen Landtagspräsidenten Alois Glück ausgezeichnet. Die Verfassungsmedaille in Gold erhielten:
- Florian Besold, Präsident der Bayer. Einigung e. V./ Bayerische Volksstiftung, München
- Karl Freller, Staatssekretär, MdL, München
- Silvia Görres, ehem. Vorsitzende der Lebenshilfe München, Unterföhring
- Charlotte Knobloch, Präsidentin der Israelitische Kultusgemeinde München und Oberbayern
- Klaus Kopka, MdL für die CSU und ehemaliger langjähriger Vorsitzender des Medienrates der Bayerischen Landeszentrale für neue Medien, Untergriesbach
- Franz Maget, MdL, Fraktionsvorsitzender der SPD, München
- Josef Miller, Staatsminister, MdL für die CSU, München
- Heinrich Nöth, Präsident der Bayerischen Akademie der Wissenschaften, München
- Erik Spemann, ehem. Redakteur beim Münchner Merkur, Fürstenfeldbruck
- Peter Welnhofer, MdL für die CSU, Regensburg

Die Verfassungsmedaille in Silber erhielten:
- Manfred Ahlers, ZDF-Studio München, München
- Walter Bayerlein, ehem. VP des Zentralkomitees der Katholiken, Vaterstetten
- Peter Bantlin, 1. Vorsitzender der Lebenshilfe Traunstein, Traunstein
- Klaus-Günter Dietel, ehemaliger Landrat des Landkreises Bayreuth, Bayreuth
- Claudia Ebert, Unternehmerin, Fa. Schlenck, Bayreuth
- Roland Englisch, Korrespondent bei den Nürnberger Nachrichten, Stv. Vorsitzender des Vereins Bayerische Landtagspresse e. V., Pullach
- Margit Fluch, Oberstudienrätin, Initiatorin der „Energie-AG“, Buch am Buchrain
- Johann Frankl, Gesellschaft für die Landesarbeitsgemeinschaft der Freien Wohlfahrtspflege in Bayern, München
- Hermann Haisch, Landrat des Landkreises Unterallgäu, Mindelheim
- Wolfgang A. Herrmann, Präsident der TU München, München
- Irmgard Hillar, Kreisheimatpflegerin, Friedberg
- Manfred Hölzlein, Präsident des Verbandes der bayerischen Bezirke und Präsident des Bezirkstags von Niederbayern, Bezirk Niederbayern, Landshut
- Michael Lehner, Korrespondent Schwäbische Zeitung, München
- Gustav Lichtenberger, Generalsekretär des Bayerischen Verfassungsgerichtshofs, München
- Ekkehard Mayr-Bülow, Korrespondent für die C.A.M.P. TV (produziert u. a. das Lokalfenster Bayern Journal) Leiter Ressort Politik und Wirtschaft, München
- Alois Paßreiter, langjähriger ehem. Bürgermeister des Marktes Ergoldsbach, Ergoldsbach
- Ruth Paulig, MdL, Herrsching
- Ingelore Pilwousek, AG sozialdemokr. Seniorinnen und Senioren SPD 60 plus München, München
- Ernst Pöppel, Direktor des Instituts für Medizinische Psychologie der Ludwig-Maximilians-Universität München
- Hermann Rumschöttel, Generaldirektor der Staatlichen Archive Bayerns, Neubiberg
- Elsbeth Seiltz, Initiatorin der Sendung im Bayerischen Rundfunk „Unser Land“, Adelshofen / Nassenhausen
- Gerd Sonnleitner, Präsident des Deutschen Bauernverbands und des Bayerischen Bauernverbands, Berlin
- Bernhard Sutor, Zentralinstitut für Ehe und Familie in der Gesellschaft, Eichstätt
- Hermann Scherzer, ehem. Vorsitzender des Fördervereins Fränkisches Freilandmuseum Bad Windsheim e. V., Nürnberg
- Michael Schindler sen., Unternehmer, Roding
- Georg Schmid, ehem. Staatssekretär, ehem. MdL, München
- Hans Schöbel, Vors. des Vereins für Körper- und Mehrfachbehinderte e. V., Würzburg
- Klaus Schultz, Intendant am Staatstheater am Gärtnerplatz, München
- Wolfgang Schrapp, Unternehmer, Bellenberg
- Johanna Werner-Muggendorfer, MdL für die SPD, Neustadt an der Donau
- Margot Wingruber, Gründerin des Fördervereins Mutabor, München

### 2006
Am Montag, dem 4. Dezember 2006, kamen 50 Persönlichkeiten hinzu. Die Medaillen in Gold wurden im Rahmen einer Feierstunde durch Landtagspräsident Alois Glück an folgenden 13 Personen verliehen:
- Valentin Doering, Leiter des katholischen Büros Bayern
- Roswin Finkenzeller, Verein Landtagspresse
- Maria Geiss-Wittmann aus Amberg, Donum vitae
- Klaus Hahnzog, Richter am Bayerischen Verfassungsgerichtshof
- Horst Haitzinger, Karikaturist
- Willi Hofmann aus Rosenheim, Gründungsmitglied des VdK Bayern
- Robert und Margarete Krick, Robert-und-Margret-Krick-Stiftung Würzburg
- Wilhelm Leichtle aus Augsburg, Abgeordneter
- Franz Rosenbach aus Nürnberg, ein das KZ Auschwitz überlebender Sinto
- Eberhard Sinner aus Marktheidenfeld, Bayerischer Staatsminister
- Ilse Snopkowski, Gesellschaft zur Förderung jüdischer Kultur und Tradition
- Hans-Jörg Dürrmeier, Gesellschafter der Süddeutschen Zeitung

Zu einem späteren Zeitpunkt wurden ausgezeichnet:
- Arthur Bader, Ex-Präsident des Bayerischen Jugendrings und
- Heinrich Traublinger, MdL für die CSU, Präsident der Handwerkskammer für München und Oberbayern und Vizepräsidenten des Zentralverbandes des Deutschen Handwerks (ZDH)

Folgende Persönlichkeiten erhielten die Bayerische Verfassungsmedaille in Silber:
- Monika Hohlmeier (CSU), geplante Verleihung für 2006 (Verleihung wurde von ihr jedoch in Hinblick auf die Umstände, die auch zu ihrem Rücktritt als Ministerin im April 2005 führten, abgelehnt)
- Ruth Bauer, Kreisrätin, Kitzingen
- Rudolf Bayer, Vorsitzender der Jugendsiedlung Traunreut e. V., Grünwald
- Gerd Bischoff, 1. Bürgermeister der Stadt Immenstadt i. Allgäu, Immenstadt i. Allgäu
- Albert Blümel, Kreisheimatpfleger im Landkreis Kelheim, Langquaid
- Helga Blum, Religionspädagogin, Mitglied der Landessynode der Evangelisch-Lutherischen Kirche in Bayern, Ainring-Feldkirchen
- Manfred Christ, MdL, Aschaffenburg
- Hedwig Döbereiner, Mitbegründerin der christlichen Pfadfinderinnen und der „Communität Casteller Ring“, Steingaden
- Heinz Donhauser, MdL, Amberg
- Wolf-Rüdiger Eckhardt, 1. Bürgermeister der Stadt Feuchtwangen, Feuchtwangen
- Kurt Eckstein, MdL, Altdorf
- Ernie L. Egerer, Unternehmerin, Großköllnbach
- Gertie Fiedler, Gründerin der Job-Initiative „Sozial denken – Menschen helfen“, Gilching
- Herbert Fischer, MdL, Neumarkt i.d. Opf.
- Jürgen Fischer, Korrespondent Donaukurier, München
- Max Gimple (CSU), Landrat des Landkreises Rosenheim
- Claus Grimm, Direktor des Hauses der Bayerischen Geschichte, Gräfelfing
- Johannes Grotzky, Hörfunkdirektor des Bayerischen Rundfunks, München
- Wolfgang Hoderlein, MdL, Kulmbach
- Jürgen Hofmann, Sat 1 / N 24, München
- Ivo Holzinger, Oberbürgermeister der Stadt Memmingen, Memmingen
- Erich Jooß, Geschäftsführender Direktor des St. Michaelsbundes, Landesverband Bayern e. V., Miesbach
- Matthias Keller-May, Leiter Abendschau / Landespolitik BR, München
- Robert Kiesel, MdL, Bad Kissingen
- Paul Kling, ehem. Oberbürgermeister der Stadt Nördlingen, Nördlingen
- Engelbert Kupka, MdL, Stv. Fraktionsvorsitzender, Unterhaching
- Holger Magel, Ordinarius und Vorstand des Lehrstuhls für Bodenordnung und Landentwicklung der TU München, München
- Helmut Müller, MdL, Bamberg
- Johann Neumeier, MdL, Murnau am Staffelsee
- Kurt-Helge Paulus, Vorsitzender des Landesverbands Bayern der Deutschen Gesellschaft für Muskelkranke e. V., Erlangen
- Josef Ranner (CSU), MdL, 83043 Aibling-Mitterham
- Wolfgang Riedelbauch, Gründer des Dehnberger HofTheaters und Intendant des Fränkischen Sommers, Lauf
- Eberhard Rotter, MdL, Weiler-Simmerberg
- Elisabeth Rumpfinger, Vorsitzende des Landesverbands der Unternehmer-/Meisterfrauen im Handwerk Bayern e. V., Hohenlinden
- Markus Sackmann, MdL, stv. Fraktionsvorsitzender, Roding
- Alois Sailer, Kreisheimatpfleger im Landkreis Dillingen, Buttenwiesen-Lauterbach
- Werner Schieder, MdL, Tirschenreuth
- Hans Gerhard Stockinger, MdL, Schweinfurt
- Jürgen Umlauft, Korrespondent Frankenpost, 85416 Langenbach
- Ernst-Ludwig Winnacker, Präsident der Deutschen Forschungsgemeinschaft, München

Damit erhöht sich die Zahl der verliehenen Medaillen in Gold auf 258 und in Silber auf 681 (Stand: 4. Dezember 2006).
Die Festrede hielt der frühere bayerische Kultusminister Hans Maier.

### 2007
Am 4. Dezember 2007 verlieh Landtagspräsident Alois Glück insgesamt weiteren 44 Persönlichkeiten die Bayerische Verfassungsmedaille in Gold und Silber. Mit Gold wurden 16 Personen ausgezeichnet:
- Otmar Bernhard, MdL und Staatsminister (München)
- Christine Denzler-Labisch, Mitbegründerin und langjährige Vorsitzende des Bayerischen Hospizverbandes (Litzendorf)
- Ruth Drexel, Schauspielerin und langjährige Intendantin des Münchner Volkstheaters (München)
- Rudolf Gast, 1. Vorsitzender des Landesverbands Bayern der Gehörlosen e. V. (Asbach-Bäumenheim)
- Ernest Lang, Chefkorrespondent Bayern im BR-Hörfunk (München)
- Christel Lochner, Initiatorin der Elterninitiative leukämie- und tumorkranker Kinder Würzburg e. V. (Würzburg)[3]
- Gerhard Mentzel, langjähriger Vorsitzender des VdK-Kreisverbands Weißenburg-Gunzenhausen und der Lebenshilfe (Gunzenhausen)
- Franz Meyer, MdL und Staatssekretär a. D. (Vilshofen)
- Mieczysław Pemper, Unternehmensberater und Autor (Augsburg)
- Hartwig Reimann, Oberbürgermeister (Schwabach)
- Alfred Sauter, MdL und Staatsminister a. D. (München)
- Gisela Stein, Schauspielerin, (München)
- Michael Stiller, freier Journalist (München)
- Konstanze Vernon, Gründerin der Heinz-Bosl-Stiftung und langjährige Leiterin der Ballettakademie der Münchner Musikhochschule (München)
- Joachim Wahnschaffe, MdL und Vorsitzender des Ausschusses für Sozial-, Gesundheits- und Familienpolitik (Sinzing)
- Hubert Weinzierl, langjähriger Vorsitzender des Bundes Naturschutz in Bayern und Präsident des Deutschen Naturschutzrings (Wiesenfelden)

Mit Silber wurden die Leistungen weiterer 28 Personen, darunter 12 (ehemaliger) Abgeordneter gewürdigt:
- Manfred Ach, MdL, Vorsitzender des Ausschusses für Staatshaushalt und Finanzfragen (Margetshöchheim)
- Margarete Bause, MdL, Fraktionsvorsitzende (München)
- Susann Biedefeld, MdL, stv. Fraktionsvorsitzende (Altenkunstadt)
- Angela Böhm, Korrespondentin der Abendzeitung (München)
- Klaus Dieter Breitschwert, MdL (Ansbach)
- Joachim Herrmann, MdL, Staatsminister (Erlangen)
- Erwin Holzbaur, Kunstmaler (Mindelheim)
- Karl Huber, Präsident des Oberlandesgerichts München und des Bayerischen Verfassungsgerichtshofs (München)
- Monica Lochner-Fischer, MdL (München)
- Hermann Memmel, MdL (München)
- Claudia Möllers, ltd. Bayernredakteurin des Münchner Merkurs (München)
- Heinrich Moseler, Präsident der Handwerkskammer Mittelfranken (Nürnberg)
- Christa Naaß, MdL, stv. Vorsitzende des Ausschusses für Fragen des öffentlichen Dienstes (Gunzenhausen)
- Nicosia Nieß, Vorsitzende des Landesverbands Bayern „Hilfe für das autistische Kind e. V.“ (Eching)
- Rüdiger Pompl, 1. Bürgermeister der Stadt Lauf a.d. Pegnitz (Lauf a.d. Pegnitz)
- Peter Radtke, Autor, Schauspieler, Ehrenvorsitzender der Deutschen Gesellschaft für Osteogenensis imperfecta Betroffene e. V. (München)
- Josef Rottenaicher, ehem. Landvolkreferent der Diözese Passau (Halsbach)
- Manfred Rudel, Präsident der Handwerkskammer Schwaben (Königsbrunn)
- Siegfried Schneider, MdL, Staatsminister (München)
- Wolfgang Seiler, langjähriger Leiter des Instituts für Meteorologie und Klimaforschung (Garmisch-Partenkirchen)
- Ludwig Sothmann, langjähriger 1. Vorsitzender des Landesbunds für Vogelschutz in Bayern (LBV) e. V. (Hilpoltstein)
- Christa Steiger, MdL (Marktrodach)
- Henry Stern, Korrespondent der Mainpost, RNT (München)
- Christa Stewens, MdL, Staatsministerin (München)
- Blasius Thätter, MdL (Erdweg)
- Manfred Treml, Leiter des Museumspädagogischen Zentrums (München)
- Karl Vogele, Landrat des Landkreises Augsburg
- Günther Weber, Mitglied der Arbeitsgemeinschaft Mundart-Theater Franken e. V.in Mittelfranken (Marloffstein)

Beim Festakt im Maximilianeum hielt Bundesminister a. D. Theodor Waigel eine Rede zum Thema „Grundwerte der Verfassungsordnung“.
Damit erhöht sich die Zahl der verliehenen Medaillen in Gold auf 274 und in Silber auf 709 (Stand: 4. Dezember 2007).

### 2008
Am 1. Dezember 2008 wurden von der Präsidentin des Bayerischen Landtages, Frau Barbara Stamm, weitere 35 Persönlichkeiten mit der Bayerischen Verfassungsmedaille in Gold und Silber ausgezeichnet. Mit der Verfassungsmedaille in Gold wurden fünf Personen, darunter drei (ehemalige) Abgeordnete, ausgezeichnet:
- Manfred Ach, MdL a. D. (Margetshöchheim)
- Ingrid Bäuml, ehem. Geschäftsführerin der Katholischen Akademie für Berufe im Gesundheits- und Sozialwesen in Bayern (Regensburg)
- Peter Fahrenholz, Korrespondent der Süddeutschen Zeitung (München) und Mitglied im Verein Landtagspresse
- Franz Schindler, MdL (Schwandorf)
- Johanna Werner-Muggendorfer, MdL (Neustadt a.d. Donau)

Weitere 30 Persönlichkeiten erhielten die Verfassungsmedaille in Silber, unter ihnen acht ehemalige MdL (dies entspricht 26,7 %):
- Johanna Baumgärtner, Hausfrau (Neumarkt i.d. Oberpfalz)
- Bettina Bäumlisberger, Korrespondentin für das Nachrichtenmagazin FOCUS (Unterföhring)
- Peter Braun, Alt-Oberbürgermeister der Großen Kreisstadt Germering (Germering)
- Dieter Breit, Beauftragter der evangelisch-lutherischen Kirchen Bayerns für die Beziehungen der Kirchenleitung zu Landtag und Staatsregierung (München)
- Hanns Dorfner, Alt-Landrat des Landkreises Passau (Kirchham)
- Herbert Ettengruber, MdL a. D. (Straubing)
- Ingrid Fickler, MdL a. D. (Lautrach)
- Richard Findl, Alt-Bürgermeister der Stadt Simbach am Inn (Simbach a. Inn)
- Anne-Barb Hertkorn, ehem. Sprecherin der Regionalgruppe München von „Gegen Vergessen – Für Demokratie e. V.“ (München)
- Peter Hufe, MdL a. D. (Hilpoltstein)
- Udo Igler, Schreinermeister (Marktrodach)
- Anita Knochner, ehem. Behindertenbeauftragte der Bayerischen Staatsregierung (Großkarolinenfeld)
- Heidi Lück, MdL a. D. (Durach)
- Apostolos Malamoussis, Erzpriester des Ökumenischen Patriarchats und Bischöflicher Vikar in Bayern der Griechisch-Orthodoxen Metropolie von Deutschland (München)
- Constanze Mauermayer, Redakteurin beim „Donaukurier“ (München)
- Sr. M. Theodolinde Mehltretter, Generaloberin der Kongregation der Barmherzigen Schwestern vom heiligen Vinzenz von Paul (München)
- Rudolf Peterke, MdL a. D. (Schrobenhausen)
- Gudrun Peters, MdL a. D. (Passau)
- Irene Reiser, Vorsitzende der Deutschen Rheumaliga, Landesverband Bayern e. V. (Bamberg)
- Marion Schick, ehem. Präsidentin der Fachhochschule München und Vorstandsmitglied der Fraunhofer-Gesellschaft (München)
- Peter Schmalz, ehem. Chefredakteur des „Bayernkurier“ (München)
- Berta Schmid, MdL a. D. (Burgau-Limbach)
- Josef Schuster, damals Präsident des Landesverbands der Israelitischen Kultusgemeinden in Bayern (München). heute Präsident des Zentralrats der Juden in Deutschland
- Peter Seißer, ehem. Landrat des Landkreises Wunsiedel im Fichtelgebirge (Wunsiedel)
- Jutta Speidel, Schauspielerin (München) verleiht bei Nachholtermin am 17. Februar 2009.[4]
- Walter Stoy, ehem. Präsident der Handwerkskammer für Unterfranken (Würzburg)
- Ernst Thomann, ehrenamtlicher Kreisheimatpfleger für Archäologie im Landkreis Schwandorf (Nabburg)
- Johannes Timmermann, Autor (München)
- Josef Weiß, ehem. Kreisheimatpfleger im Landkreis Miltenberg (Faulbach a. Main)
- Josef Zengerle, MdL a. D. (Sonthofen)

Damit erhöht sich die Zahl der verliehenen Medaillen in Gold auf 279 und in Silber auf 739 (Stand: 1. Dezember 2008).

### 2009
Am Freitag, den 27. November 2009 wurden von der Präsidentin des Bayerischen Landtages, Frau Barbara Stamm, zum 49. Mal 48 Personen mit der Bayerischen Verfassungsmedaille geehrt. Festrednerin war Edda Huther, die frühere Präsidentin des Bayerischen Verfassungsgerichtshofes in München. Sie trug zum Thema „Der Föderalismus 20 Jahre nach Mauerfall und Wiedervereinigung“ vor. Die Laudatio für die Empfänger (13 Persönlichkeiten erhielten die Verfassungsmedaille in Gold, 35 in Silber) wurde von Berndt Jäger, stellvertretender Direktor des Bayerischen Landtags, gehalten. Die Verfassungsmedaille in Gold erhielten:
- Hansjörg Christmann, seit 1977 Landrat des Landkreises Dachau und damit dienstältester Landrat in Bayern.
- Seban Dönhuber, MdL a. D. für die SPD sowie Landesvorsitzender und Ehrenvorsitzender der Arbeiterwohlfahrt.
- Dieter Dorn, Staatsintendant des Bayerischen Staatsschauspiels.
- Arno Hamburger, 1939 Emigration nach Palästina, als Angehöriger der britischen Armee Übersetzer und Dolmetscher bei den Nürnberger Prozessen, langjähriger ehrenamtlicher Stadtrat und Vorsitzender der Israelitischen Kultusgemeinde in Nürnberg sowie Leiter des dortigen Seniorenwohn- und Pflegeheims der Israelitischen Kultusgemeinde Nürnberg.
- Joachim Herrmann, seit 1994 MdL und bayerischer Staatsminister in verschiedenen Kabinetten und Funktionen.
- Max Mannheimer, KZ-Häftling in den KZ Theresienstadt, Auschwitz-Birkenau und Dachau; Überlebender des Todesmarsches vom April 1945; seit 1988 Vorsitzender der Lagergemeinschaft Dachau.
- Christa Naaß, seit 1994 MdL für die SPD.
- Horst Seehofer, MdL und bayerischer Ministerpräsident (aus terminlichen Gründen war Seehofer am Verleihungstag verhindert und erhielt am 25. Januar 2010 im Rahmen einer kleinen Feierstunde, an dem neben der Landtagspräsidentin auch alle Vizepräsidenten teilnahmen, die Verfassungsmedaille überreicht).
- Christine Scheel, MdL a. D. und seit 1994 MdB.
- Georg Schmid, 1990–2013, 2007–2013 Vorsitzender der CSU-Landtagsfraktion.
- Ludwig Stiegler, von 1980 bis 2009 MdB.

Die Verfassungsmedaille in Silber erhielten:
- Uli Bachmeier, Leiter des Münchner Büros der Augsburger Allgemeinen Zeitung.
- Franz Xaver Bogner, Regisseur und Drehbuchautor.
- Dieter Borchmeyer, Präsident der Bayerischen Akademie der Schönen Künste, München
- Susanne Breit-Keßler, Oberkirchenrätin, Regionalbischöfin und Ständige Vertreterin des Landesbischofs in Bayern.
- Helmut Brunner, seit 1994 MdL und bayerischer Staatsminister.
- Laetitia Fech, seit 1995 Äbtissin der Zisterzienserinnen-Abtei Waldsassen.
- Kai Frobel, Geoökologe und Naturschützer; Initiator des Projektes „Grünes Band“.
- Edwin Hamberger, Gründer des Verein Freundeskreis Schloss Grumbach in Rimpar.
- Renate Charlotte Herrmann, geschäftsführende Gesellschafterin der Münchner Werkzeug- und Maschinenfabrik Ludwig-Hunger; Vizepräsidentin der Industrie- und Handelskammer München und Oberbayern.
- Michael Hilbig, Korrespondent des Nachrichtenmagazins Focus und Mitglied im Verein Landtagspresse.
- Serafim Joantă, seit 1994 rumänisch-orthodoxer Metropolit von Deutschland, Zentral- und Nordeuropa.
- Heidrun Kaspar, seit 1975 Vorsitzende des Deutschen Kinderschutzbunds München, langjährige FDP-Stadträtin in München.
- Walter Kolbow, seit nahezu drei Jahrzehnte MdB; Staatssekretär a. D.
- Elke Lütjen-Drecoll, Professorin auf dem Lehrstuhl für Anatomie an der Universität Erlangen-Nürnberg; seit 2005 Präsidentin der Akademie der Wissenschaften und der Literatur in Mainz.
- Maria-Elisabeth Michel-Beyerle, em. Professorin auf dem Lehrstuhl für physikalische Chemie der TU München.
- Ursula Mühl, Pflegerin ihres einzigen, körperlich und geistig erheblich behinderten Sohns für fast vier Jahrzehnte bis zu seinem Tod Ende 2008; Ehrungen für ihren aufopferungsvollen Dienst und ihr ehrenamtliches Engagement.
- Conny Neumann, Redakteurin des Nachrichtenmagazins „Der Spiegel“ und Mitglied im Verein Landtagspresse.
- Claus Pierer, ehemaliger Bürgermeister der Stadt Cadolzburg; erster Vizepräsident des Bayerischen Gemeindetages.
- Bernd Posselt, seit 1994 MdEP.
- Franz Josef Pschierer, seit 1994 MdL; bayerischer Staatssekretär im Bayerischen Staatsministerium der Finanzen.
- Gerhard Schmidt-Gaden, Gründer des Tölzer Knabenchors.
- Hannelore Siegler, langjährige Vorsitzende des Sozialdienstes Katholischer Frauen in Würzburg und langjährige Stadträtin in Würzburg.
- Ludwig Spaenle, seit 1994 MdL sowie seit 2008 bayerischer Staatsminister für Unterricht und Kultus.
- Johanna Stallwanger, Pflegerin sowohl ihrer körperlich und geistig schwerstbehinderten Tochter für fast vier Jahrzehnte als auch ihres Ehemanns; Ehrung als Vorbild selbstloser Hilfsbereitschaft.
- Hubert Weiger, seit 2002 Vorsitzender des Bund Naturschutz in Bayern und seit 2007 Vorsitzender des Bundes für Umwelt und Naturschutz Deutschland.
- Theo Zellner, ehemaliger Stadtrat und Bürgermeister von Kötzting, seit Mai 1996 Landrat des Landkreises Cham; seit Oktober 2000 Präsident des Bayerischen Landkreistages und seit 2003 auch Vizepräsident des Deutschen Landkreistages.
- Helga Ziche, seit 1992 für die Rumänienhilfe tätig; seit 1996 Leiterin der Selbsthilfegruppe der Bayerischen Krebsgesellschaft in Mühldorf.

Damit wurde die Medaille seit ihrer Stiftung insgesamt 301 Mal in Gold und in Silber auf 810 verliehen (Stand: 31. Dezember 2009). Wieder einmal stellten (ehemalige) Abgeordnete mit nahezu 23 % die größte Berufsgruppe der Geehrten.

### 2010
Am 2. Dezember 2010, dem bayerischen Verfassungstag, zeichnete Landtagspräsidentin Barbara Stamm wieder 14 Persönlichkeiten mit der Verfassungsmedaille in Gold und 32 mit der Verfassungsmedaille in Silber aus (allerdings waren lediglich zwei Drittel anwesend). Die Verleihung fand im ehemaligen Senatssaal des Maximilianeums statt. Die Festrede wurde von Udo Steiner gehalten (Thema „Anmerkungen zur Frage der Generationengerechtigkeit“).
Die Verfassungsmedaille in Gold erhielten:
- Margarete Bause, Fraktionsvorsitzende der Fraktion Bündnis 90/Die Grünen im Bayerischen Landtag, München
- Laetitia Boehm, em. Professorin für Mittlere und Neuere Geschichte, München
- Michael Glos, Bundesminister a. D., Prichsenstadt[6]
- Thomas Gruber, Intendant des Bayerischen Rundfunks, München
- Theodor W. Hänsch, Physiker und Direktor am Max-Planck-Institut für Quantenoptik, München
- Gerda Hasselfeldt, Bundesministerin a. D., Vizepräsidentin des Deutschen Bundestages, Fürstenfeldbruck[6]
- Claus Hipp, Unternehmer, Pfaffenhofen a. d. Ilm
- Josef Jakubowicz (* 1925 in Auschwitz; † 2013 in Neumarkt in der Oberpfalz), Holocaust-Überlebender, Nürnberg
- Alf Lechner, Künstler, Obereichstätt[6]
- Ulrike Mascher, Parl. Staatssekretärin a. D., Präsidentin des Sozialverbands VdK Deutschland, München[6]
- Ludwig Schick, Erzbischof der Erzdiözese Bamberg, Bamberg[6]
- Siegfried Schneider, Staatsminister, Leiter der Bayerischen Staatskanzlei, Wettstetten[6]
- Fritz Schösser, langjähriger Vorsitzender des DGB-Bezirks Bayern und Vorsitzender des Aufsichtsrats des AOK-Bundesverbandes, München[6]
- Eberhard Weis, em. Professor für Mittlere und Neuere Geschichte, Gauting

Die Verfassungsmedaille in Silber erhielten:
- Hermann Beckering, Abteilungsleiter in der Sportvereinigung Ahorn, Ahorn
- Senta Berger, Schauspielerin, Grünwald
- Michael Dankerl, 1. Bürgermeister, Willmering
- Renate Dodell, Stv. Vorsitzende der CSU-Fraktion im Bayerischen Landtag, Weilheim
- Anna Eder, Oberbürgermeisterin, Deggendorf[6]
- Irmi Gmeinwieser, Leiterin der Turnabteilung des TSV Unterpfaffenhofen-Germering
- Armin Grein, langjähriger Vorsitzender des Landesverbandes der Freien und Unabhängigen Wählergemeinschaften Bayerns und langjähriger Bundesvorsitzender der Freien Wähler Deutschland, Marktheidenfeld
- Jürgen W. Heike, Staatssekretär a. D., Neustadt b. Coburg
- Irene Hottelmann-Schmidt, Mitbegründerin der Schutzgemeinschaft Alt-Bamberg[6]
- Klaus Hunold, Vorsitzender des Vereins für Körperbehinderte Allgäu, Lauben
- Berndt Jäger, Stv. Direktor des Landtagsamtes, Stockdorf
- Thomas Jansing, Initiator und Geschäftsleiter der Sternstunden e. V., München
- Susanne Kastner, Vizepräsidentin des Deutschen Bundestages a. D., Berlin[6]
- Angela Kirchensteiner, Gründerin des Hospizvereins Pfaffenwinkel e. V., Bernried
- Thomas Kreuzer, Stv. Vorsitzender der CSU-Fraktion im Bayerischen Landtag, Kempten[6]
- Bischof Petro Kryk, Apostolischer Exarch für katholische Ukrainer des byzantinischen Ritus in Deutschland und Skandinavien, München
- Peter Maffay, Musiker, Tutzing
- Angelika Niebler, MdEP, Vorsitzende der Frauen-Union Bayern, Ebersberg[6]
- Annette Ramelsberger, Bayernredaktion der Süddeutschen Zeitung, München
- Helga Schmitt-Bussinger, MdL, Nürnberg
- Roland Schwing, Landrat, Miltenberg[6]
- Birgit Seelbinder, Oberbürgermeisterin, Marktredwitz
- Olga Sippl, Gründungsmitglied und langjährige geschäftsführende Landesvorsitzende der Seliger-Gemeinde Bayern, München
- Gabriele Strehle, Chefdesignerin bei Strenesse, Nördlingen
- Sissy Thammer, Intendantin des Internationalen Jugend-Festspieltreffen Bayreuth, Bayreuth[6][7]
- Walter Trapp, langjähriger Vorsitzender des Bayerischen Realschullehrerverbandes, Pfaffenhofen a.d. Ilm
- Joachim Unterländer, MdL, München
- Rosa Wagner, Pfarrhaushälterin i. R., Viechtach
- Andreas Warnke, Direktor der Klinik und Poliklinik für Kinder- und Jugendpsychiatrie, Psychosomatik und Psychotherapie, Würzburg
- Dietmar Willoweit, Präsident der Bayerischen Akademie der Wissenschaften, München
- Simon Wittmann, Landrat, Neustadt a.d. Waldnaab
- Klaus Zeitler, Hof[6]

### 2011
Am 1. Dezember 2011, dem bayerischen Verfassungstag, zeichnete Landtagspräsidentin Barbara Stamm wieder 7 Persönlichkeiten mit der Verfassungsmedaille in Gold und 43 mit der Verfassungsmedaille in Silber aus. Die Verleihung fand im ehemaligen Senatssaal des Maximilianeums statt. Die Festrede wurde von Peter M. Huber gehalten (Thema „Bundesverfassungsrecht und Landesverfassungsrecht“).
Die Verfassungsmedaille in Gold erhielten:
- Karl Willi Beck, Erster Bürgermeister, Wunsiedel
- Peter Issig, Stv. Redaktionsleiter der „Welt am Sonntag“, München
- Ellen Märker, Gesellschafterin der Märker Holding GmbH, Mäzenin, Harburg[9]
- Christian Magerl, MdL, Vorsitzender des Ausschusses für Umwelt und Gesundheit, Biologe, Freising
- Reinhard Kardinal Marx, Erzbischof von München und Freising
- Waltraud Meier, Kammersängerin, Eurasburg
- Georg Winter, MdL, Vorsitzender des Ausschusses für Staatshaushalt und Finanzfragen, Höchstädt a.d. Donau

Die Verfassungsmedaille in Silber erhielten:
- Andreas Bachmann, Redaktionsleiter, München
- Iris Berben, Schauspielerin, Berlin[9]
- Eva-Bettina Bröcker, Direktorin der Klinik und Poliklinik für Haut- und Geschlechtskrankheiten, Würzburg
- Rudolf Faltermeier, ehem. MdL, Landrat a. D., Kelheim
- Dorothea Fink, Altenpflegerin, Eckental
- Helga Fischer, Hausfrau, Rotthalmünster
- Ursula Goldmann-Posch, Journalistin und Autorin, Stadtbergen
- Renate Gregor, Verwaltungsangestellte i. R., Ehrenamtsbeauftragte, Erlangen
- Prälat Günter Grimme, ehem. Vorstandsvorsitzender der Katholischen Jugendfürsorge im Bistum Augsburg, Augsburg[9]
- Harald Güller, MdL, Parlamentarischer Geschäftsführer der SPD-Fraktion im Bayerischen Landtag, ORR a. D., Jurist, Neusäß
- Heinrich Hamm, ehem. Aufsichtsratsvorsitzender der Mainfränkischen Werkstätten GmbH, Würzburg
- Heinz Hausmann, Industriekaufmann, ehem. MdL, Kronach
- Marion Kellerer, 1. Vorstand der MS-Selbsthilfegruppe Sonnenschein Ingolstadt e. V., Ernsgaden
- Reiner Knäusl, Geschäftsführendes Vorstandsmitglied des Bayerischen Städtetages, Ismaning[9]
- Wolfgang Kreissl-Dörfler, MdEP, Landwirt und Sozialpädagoge, München
- Peter Landau, Jurist, Rechtshistoriker, Kanonist, München
- Heide Langguth, ehem. stv. Vorsitzende des DGB-Landesbezirks Bayern, Bad Bellingen/Bamlach
- Paul Lesch, Landwirt, Gaukönigshofen
- Sabine Leutheusser-Schnarrenberger, MdB, Bundesministerin der Justiz, Juristin, Starnberg
- Reinhard Leutner, Landrat des Landkreises Lichtenfels, Bad Staffelstein[9]
- Günther Lommer, Präsident des Bayerischen Landes-Sportverbandes e. V., Cham
- Martina Münch-Nicolaidis, Gründerin und Geschäftsführerin der Nicolaidis Stiftung, Pullach
- Walter Nadler, MdL, Mitglied des Präsidiums des Bayerischen Landtags, Geschäftsführer der Deutschen Angestellten-Akademie a. D., Bayreuth
- Agnes Niebler, Krankenschwester, Rötz
- Eduard Oswald, MdB, Vizepräsident des Dt. Bundestages, Bundesminister a. D., Augsburg[9]
- Franz Prebeck, Werkzeugmacher, Bogen
- Margarete[9] und Paul Riederer, Naturschützer, Landshut
- Verena Riffeser, Ergotherapeutin und
- Gerd Riffeser, Lehrer i. R., Rinchnach
- Claudia Roth, MdB, Bundesvorsitzende von Bündnis 90/DIE GRÜNEN, Dramaturgin, Augsburg
- Martin Runge, MdL, Vorsitzender der Fraktion Bündnis 90/DIE GRÜNEN im Bayerischen Landtag, selbstständiger Unternehmensberater, Gröbenzell
- Erich Schneeberger, Vorsitzender des Landesverbands Bayern der Sinti und Roma, Nürnberg
- Hermann Schoenauer, Pfarrer, Rektor und Leiter der Diakonie Neuendettelsau und Vorsitzender des Direktoriums, Neuendettelsau
- Helmut Franz Schreiner, Unternehmer, Oberschleißheim
- Gerda Schupp, Autorin, Möttingen
- Markus Söder, MdL, Staatsminister, Fernsehredakteur, Nürnberg
- Werner Söldner, Finanzbeamter, Ihrlerstein
- Stephanie Spinner-König, Geschäftsführerin der Spinner GmbH, Gräfelfing
- Kreszenzia Stadler, Hausfrau, Pocking
- Hertha Steinmaier, Pfarrerin, Nürnberg
- Anna Stelzer, Hausfrau, Wilburgstetten[9]
- Waltraut Wellenhofer, Lehrerin i. R., Bobingen

Damit erhöht sich die Zahl der Verleihungen auf 322 in Gold und 885 in Silber (Stand: 2. Dezember 2011).
Beim Festakt betonte die Landtagspräsidentin, dass die Auszeichnung „[…] zunächst eine persönliche Anerkennung für das beispielhafte Wirken einzelner Personen im Sinne unserer Verfassung [ist]. Gleichzeitig ist sie aber auch ein äußeres Zeichen der Zugehörigkeit zu einer Gemeinschaft von Menschen, die sich über das geforderte Maß hinaus für die Belange der Allgemeinheit einsetzen.“ Dazu zählen insbesondere (ehemalige) Mitglieder des bayerischen Landtages bzw. bayerischen Senats und Abgeordnete des Bundestages bzw. Europaparlamentes, die zum wiederholten Male mit ca. 28 % den größten Anteil der Geehrten ausmachten.

### 2012
Auch 2012 ehrte der Bayerische Landtag insgesamt 48 Persönlichkeiten mit der Verleihung der Bayerischen Verfassungsmedaille. Prominenteste Ordensträger 2012 waren Franz Beckenbauer und die blinde Wintersportlerin Verena Bentele. Am 30. November 2012, dem Vortag des Bayerischen Verfassungstages, fanden sich 44 Frauen und Männer im Maximilianeum zu einer Verleihungsfeier zusammen. Die Eröffnungsrede hielt Landtagspräsidentin Barbara Stamm. Der Festvortrag zum Thema „Wert der Arbeit“ hielt Marion Schick, Vorstandsmitglied der Deutschen Telekom AG.
Die Bayerische Verfassungsmedaille in Gold erhielten:
1. Franz Beckenbauer, ehemaliger Fußballspieler, Fußballtrainer und Fußballfunktionär, für seine herausragenden Verdienste um den deutschen Fußball und die Gründung der Franz-Beckenbauer-Stiftung.
2. Maria Eichhorn, bayerische Politikerin (CSU) und Vorsitzende des bayerischen Landesverbandes des Vereins donum vitae, Obertraubling, für ihr politisches Engagement im Rahmen der Schwangerschaftskonfliktberatung.
3. Bernd Kränzle, bayerischer Politiker (CSU), bayerischer Staatssekretär a. D. und Jurist, Augsburg, für seine mehr als 20-jährige Mitgliedschaft im Bayerischen Landtag.
4. Peter Lerche, Rechtswissenschaftler, ehemaliger Ordinarius für öffentliches Recht an der Ludwig-Maximilians-Universität München, Gauting, für seine wissenschaftliche Verdienste.
5. Oscar Schneider, Politiker (CSU) und Bundesminister a. D., Nürnberg, für seine 25-jährige Mitgliedschaft im Deutschen Bundestag.
6. Christa Steiger, bayerische Politikerin (CSU), Marktrodach, für ihre mehr als 20-jährige Mitgliedschaft im Bayerischen Landtag.

Die Bayerische Verfassungsmedaille in Silber erhielten:
1. Ilse Aigner, bayerische Politikerin (CSU) und Bundesministerin, Berlin für ihre mehr als 20-jährige Mitgliedschaft im Deutschen Bundestag.
2. Anneliese Apfelböck, bayerische Kommunalpolitikerin der Freien Wähler, Landau an der Isar, für ihre langjährige Mitgliedschaft im Kreistag und Tätigkeit als stellvertretende Landrätin des Landkreises Dingolfing-Landau.
3. Peter Becher, Geschäftsführer des Adalbert-Stifter-Vereins, München, für die Förderung des kulturellen Austausch zwischen Deutschland und Tschechien.
4. Verena Bentele, ehemalige Biathletin, Skilangläuferin, vierfache WM- und zwölffache Paralympics-Siegerin, München, für ihre herausragenden sportlichen Leistungen und als leuchtendes Beispiel für andere Sportlerinnen und Sportlern mit *körperlicher Behinderung.
5. Rupert Berndl, Oberstudiendirektor a. D. und Kreisheimatpfleger im Landkreis Freyung-Grafenau, Waldkirchen, für seinen Verdienste zur Erhaltung der bayerischen Kultur.
6. Helga Brunner, Hausfrau, Edelsfeld, für die langjährige Pflege ihres schwerbehinderten Sohnes (seit 1969) und ihres Mannes (seit seinem Schlaganfall 1998) als selbstloses Beispiel gelebter Nächstenliebe.
7. Johannes C. Cramer, Inhaber und Geschäftsführer der Cramer Mühle KG, Schweinfurt, für seine Tätigkeit als Unternehmer und Interessenvertreter der bayerischen und deutschen Mühlwirtschaft.
8. Heinrich Fehling, langjähriger stellvertretender Vorsitzender des Bundesverbandes für körper- und mehrfachbehinderte Menschen e. V., Coburg, für seine besonderen Leistungen im sozialen Bereich.
9. Markus Ferber, bayerische Politiker (CSU), Augsburg für seine langjährige Mitgliedschaft im Europaparlament.
10. Karla Fohrbeck, Kulturwissenschaftlerin und Kulturmanagerin, Neudrossenfeld, für ihre vielfältigen Verdienste im kulturellen Bereich.
11. Gerd Geismann, bayerische Politiker (SPD) und Altbürgermeister, Sulzbach-Rosenberg, für seine langjährige Tätigkeit als Erster Bürgermeister der Stadt Sulzbach-Rosenberg.
12. Friedemann Götzger, Diakon, langjähriger Leiter der Münchener Stelle des Diakonischen Werkes Bayern und Geschäftsführer der Landesarbeitsgemeinschaft der öffentlichen und freien Wohlfahrtspflege in Bayern, Gaimersheim, für seine langjährige Arbeit im Dienste der Wohlfahrt.
13. Schwester Hildegard Heilmeier, Ordensfrau vom Heiligen Herzen Jesu (RSCJ), München, für ihr lebenslanges Engagement im Bereich der Betreuung von erziehenden Müttern.
14. Angela Henke, Vorsitzende des Caritasverbandes im Landkreis Nürnberger Land, Hersbruck, für ihren Einsatz zugunsten des Gemeinwohls.
15. Peter Hillebrand, Landesgeschäftsführer der djo – Deutsche Jugend in Europa, Landesverband Bayern e. V., München, für sein jahrzehntelanges Engagement im Bereich Jugend und Integration.
16. Carsten Hoefer, Landtagskorrespondent der Nachrichtenagentur dpa, München, für seine Berichte aus dem Bayerischen Landtag.
17. Uta Horstmann, Sozialarbeiterin, München, für ihren Einsatz, dass Sinti und Roma als vom NS-Regime rassistisch verfolgt anerkannt wurden.
18. Annemarie Kammerlander-Diener, Gründerin und Geschäftsführerin von REFUGIO München, für ihren Einsatz zugunsten von Flüchtlingen und Folteropfern.
19. Cordula Kappner, Haßfurt, für die Erforschung jüdischen Lebens in ihrer Heimatstadt Haßfurt, Autorin des Buches Cordula Kappner: Von Burgpreppach über Auschwitz in das Konzentrationslager Sachsenhausen: der Weg des Kindes Gerhard Eckmann; eine Spurensuche. Cordula Kappner, Haßfurt 2001.
20. Siegbert Keiling, katholischer Pfarrer und Dekan i. R., München, für sein soziales Engagement im Rahmen der ökumenischen Hilfsaktion „Suppe am Samstag“ in Bayreuth.
21. Franz-Ludwig Knemeyer, Rechtswissenschaftler, ehemaliger Ordinarius für öffentliches Recht, insbesondere Verwaltungsrecht, an der Julius-Maximilians-Universität Würzburg, Würzburg, für die Weiterentwicklung des Kommunalrechts, des Polizei- und Sicherheitsrechts sowie des Hochschulrechts.
22. Guido Müller, Senioren-Leichtathlet, München, für seine sportlichen Leistungen im Bereich des Seniorensports.
23. Petra Nölkel, Vorsitzende des Deutschen Familienverbands – Landesverband Bayern e. V., Bayreuth.
24. Luise Rogowsky, ehem. Landesvorsitzende des Katholischen Deutschen Frauenbundes, Passau.
25. Christa Maria Ruhl, Verwaltungsangestellte, Planegg.
26. Marion Schäfer-Blake, seit 2002[12] 3. Bürgermeisterin der Stadt Würzburg, Würzburg
27. Marianne Schieder, Wernberg-Köblitz für ihre langjährige Mitgliedschaft im Deutschen Bundestag.
28. Edgar Schiedermeier, Landesvorsitzender der KAB Bayern e. V., Cham.
29. Henriette Schmidt-Burkhardt, Grundschullehrerin a. D., Unternehmerin, Nürnberg.
30. Friedl Schöller, Unternehmerin, Nürnberg.
31. Hans Schönauer, 1. Bürgermeister, Mechaniker, Maschinenbaumeister, Irschenberg.
32. Theresa Schopper, bayerische Politiker (Bündnis 90/Die Grünen), Landesvorsitzende von Bündnis 90/Die Grünen, München, für ihre langjährige Mitgliedschaft im Bayerischen Landtag.
33. Elisabeth Setzer, Lehrerin a. D., Unterschleißheim.
34. Arno Speiser, Bad Alexandersbad, Gründungsmitglied und einer der Sprecher der Bürgerinitiative „Wunsiedel ist bunt, nicht braun“.
35. Franz Sprenzinger, Musiker und Dirigent, Wallerfing, für seine Verdienste um die Musikförderung.
36. Max Stadler, Parlamentarischer Staatssekretär im Bundesministerium der Justiz, Passau. Bekam seine Medaille am 4. Dezember im Konferenzzimmer des Maximilianeums nachträglich verliehen.
37. Johannes Urban, ehem. Chefredakteur des „Landwirtschaftlichen Wochenblattes“, Au in der Hallertau
38. Isabella Weber, Leiterin des Erziehungshilfezentrums Adelgundenheim München, Oberschleißheim.
39. Ernst Wollrab, Verlagskaufmann, Friedberg.
40. Hüseyin Yalcin, Gebiets- und Objektleiter, Augsburg.
41. Thomas Zimmermann, Facharzt für Chirurgie, München, für seine langjährige Mitgliedschaft im Bayerischen Landtag.

Damit erhöht sich die Zahl der Verleihungen auf 328 in Gold und 927 in Silber (Stand: 30. November 2012).
Landtagspräsidentin Stamm hielt in ihrer Festansprache fest:

„Ob eigene Betroffenheit, Hilfsbereitschaft, Begeisterung, Pflichtgefühl oder vielleicht auch Unzufriedenheit – das Ziel geht jedenfalls über den eigenen Nutzen hinaus. Immer wieder erkennt man auch den Willen und die Bereitschaft, mit neuen Ideen die Probleme zu lösen und damit unser Gemeinwesen zu gestalten.[…] Wer Verantwortung übernimmt, beweist auch Vertrauen in die Zukunftsfähigkeit unseres Landes.“

Hierzu zählen insbesondere bayerische Bürger, die lange Jahre in den Reihen des bayerischen Landtages bzw. (ehemaligen) bayerischen Senats, des Deutschen Bundestages oder Europaparlamentes saßen. Diese Gruppe machte erneut mit 10 von 48 Geehrten (ca. 21 %) den größten Anteil der Medaillenträger aus.

### 2013
Am Montag, 16. Dezember 2013, fand im Senatssaal des Maximilianeums die feierliche Verleihung der Medaillen für 2013 statt. Den Festvortrag hielt zur Lage und Bedeutung der Parlamente hielt der ehemalige Präsident des Bundesverfassungsgerichts Hans-Jürgen Papier. Das musikalische Rahmenprogramm wurde vom Vocal-Ensemble Animato unter Leitung von Jürgen Schwarz, der auch Präsident des Chorverbands Bayerisch-Schwaben ist, gestaltet.
Bei der anschließenden Verleihung erhielten sieben Persönlichkeiten die Verfassungsmedaille in Gold:
1. Friedrich Bernhofer, ehem. Präsident des Oberösterreichischen Landtags, Engelhartszell an der Donau (Republik Österreich).
2. Eugen Freiherr von Redwitz, ehemaliger MdL (1982–2003), 1. Vizepräsident des Bayerischen Waldbesitzerverbandes e. V., Rennertshofen.
3. Markus Sackmann, CSU, ehemaliger MdL (1990–2013), Staatssekretär a. D. (2008–2013), Roding für seine 23-jährige Mitgliedschaft im Bayerischen Landtag.
4. Ferdinand Schmid[Fn. 2013 1], Brauereidirektor a. D. der Augustiner-Brauerei (postum: † 19. November 2013), München.
5. Josef Schuster, Präsident des Landesverbands der Israelitischen Kultusgemeinden in Bayern, Würzburg.
6. Margot Wingruber, Sozialpädagogin, Gründerin des Fördervereins Mutabor, Grabenstätt OT Winkl (erhielt bereits 2005 die Verfassungsmedaille in Silber).
7. Johann Wittmann, Präsident des Bayerischen Verwaltungsgerichtshofes a. D (1995–2002), München, 1999 erhielt er bereits die Verfassungsmedaille in Silber.

Außerdem bekamen 31 Persönlichkeiten die Verfassungsmedaille in Silber verliehen:
1. Sevim Bayraktar, Zahnarzthelferin, Stockstadt
2. Michaela Beer, Bürokauffrau, Babenhausen
3. Hans-Jürgen Buchner, Kopf der Band Haindling, Musiker, Komponist, Geiselhöring OT Haindling.
4. Gertraud Burkert, ehem. 2. Bürgermeisterin (1993–2005), München.
5. Hannelore Daniel, Lehrstuhl für Ernährungsphysiologie an der Technischen Universität München, Freising.
6. Willibald Ernst, Konrektor i. R., Gangkofen.
7. Sieglinde Feller, Hausfrau, München.
8. Ingrid Graber, Bevollmächtigte der Wilhelm Gienger KG, Starnberg.
9. Burkhart Grob[Fn. 2013 1], Unternehmer (Grob-Werke), die Verwicklung seiner Firma in die Amigo-Affäre stand einer Verleihung nicht im Wege, Mindelheim.
10. Ernst Hinsken, CSU, MdB (1980–heute), Parlamentarischer Staatssekretär beim Bundesminister für Ernährung, Landwirtschaft und Forsten a. D. (fast ein Jahr: 15. Januar bis zum 26. Oktober 1998), Haibach.
11. Konrad Huber, ehem. Geschäftsführer, Hahnbach.
12. August Inhofer, Geschäftsführender Gesellschafter der Möbel Inhofer GmbH & Co. KG, Senden.
13. Eva-Maria Linsenbreder[Fn. 2013 1], (SPD), 1. Bürgermeisterin der Gemeinde Kleinrinderfeld, Kleinrinderfeld.
14. Mahbuba Maqsoodi, Malerin und Restauratorin, München.
15. Herbert Mirbeth, ehem. MdL (1994–2002), CSU, Landrat des Landkreises Regensburg, Hemau.
16. Günter Moller, Fertigungsleiter i. R., Speichersdorf.
17. Dieter Mronz, SPD, Alt-Oberbürgermeister, Bayreuth.
18. Georg Pfaffinger[Fn. 2013 1], CSU, 1. Bürgermeister der Gemeinde Halsbach.
19. Josef Putz, Buttenwiesen.
20. Jörg Rohde, FDP, ehem. MdB (2005–2008), ehem. MdL (2008–2013), Vizepräsident des Landtags a. D. (2008–2013), Heßdorf.
21. Marcus H. Rosenmüller, Regisseur, Drehbuchautor, München
22. Hans Hinrich Sambraus, Professor für Tierhaltung und Verhaltenskunde an der TU München, München.
23. Edeltraud Schmidbauer, Verwaltungsangestellte a. D., Cham.
24. Elfriede Seitz, Hausfrau, Abensberg.
25. Ernst Unger, Rentner, Schillingsfürst.
26. Heidrun Weber, Rektorin i. R., Hummeltal.
27. Hans Joachim Werner, SPD, ehem. MdL (1998–2013), Ingolstadt.
28. Karsten Wettberg, Postoberamtsrat i. R., Elsendorf.
29. Nanne Wienands, Bündnis 90/Die Grünen, Schwarzenbach an der Saale.
30. Judith Wüllerich, ehem. Landesvorsitzende der Evangelischen Jugend in Bayern, Nürnberg.
31. Jürgen Zürbig, Entwickler des ersten Katalysators für LKW, Burgkunstadt.

Damit erhöht sich die Zahl der Verleihungen auf 335 in Gold und 958 in Silber (Stand: 15. Dezember 2013).
Fußnoten
1. 1 2 3 4  War bei der Verleihung nicht persönlich anwesend.

### 2014
Am Montag, 1. Dezember 2014, wurden im Maximilianeum fünf Medaillen in Gold und 44 Medaillen in Silber feierlich verliehen. Den Festvortrag hielt Pfarrer Johannes Friedrich, Landesbischof i. R., unter dem Titel Religionsfreiheit (Art. 107 Bayerische Verfassung) und die gegenwärtige Auseinandersetzung zwischen Muslimen und Christen im Nahen Osten: worin liegt die Rolle der Religionen im Freistaat? Ist ein Dialog der Religionen bei uns Realität oder Utopie?
Verleihungen in Gold:
1. Herbert Franz, Politiker, Würzburg
2. Michael Langer, Journalist und Dozent, Gräfelfing
3. Heidi Lück, Politikerin, MdL (1994–2008), Durach
4. Theodolinde Mehltretter, Ordensschwester, München
5. Christa Prinzessin von Thurn und Taxis, Funktionärin im Bayerischen Roten Kreuz, Schwangau

Verleihungen in Silber:
1. Christof Bär, Referent für Jugendarbeit, Nürnberg
2. Franz Josef Beume*, Arzt, Meinhard (Hessen)
3. Annemarie Biechl, Landtagsabgeordnete von 2003 bis 2013, Feldkirchen-Westerham
4. Almut Binkert, Kommunalpolitikerin und Heimatgeschichtlerin, Weißenburg i. Bay.
5. Heinz-Peter Birkner, Sportfunktionär, Feldkirchen-Westerham
6. Ulrich Chaussy, Journalist und Sachbuchautor, München
7. Wolfgang Dandorfer, Oberbürgermeister von 1990 bis 2014, Amberg
8. Albin Dannhäuser, Präsident des Bayerischen Lehrer- und Lehrerinnenverbands von 1984 bis 2007, Friedberg
9. Gertraud Goderbauer, Landtagsabgeordnete von 2003 bis 2013, Ergolding
10. Ulrike Gote, Landtagsabgeordnete seit 1998, Bayreuth
11. Georg Götz, ehrenamtlicher Förderer fränkischen Brauchtums, Würzburg
12. Dorothea Greiner, Regionalbischöfin, Bayreuth
13. Rudolf Grenzebach, Unternehmer und Gründer der Grenzebach-Gruppe, Asbach-Bäumenheim
14. Rolf Habermann, Vorsitzender des Bayerischen Beamtenbundes, Kronach
15. Thomas Hacker, Landtagsabgeordneter von 2008 bis 2013, Bayreuth
16. Rudolf Handwerker, Landrat (1990–2014), Haßfurt
17. Monika Hohlmeier, Abgeordnete des Europäischen Parlaments, Lichtenfels
18. Ina Jung, Journalistin, München
19. Bartholomäus Kalb, Mitglied des Deutschen Bundestages seit 1987, Deggendorf
20. Franz Kick, Kommunalpolitiker und ehrenamtlicher Funktionär, Sulzbach-Rosenberg
21. Herbert Kober, Unternehmer, Kötz
22. Susanne Lang*, Geschäftsführerin, Ergersheim (Mittelfranken)
23. Volker Liedtke, Landrat des Landkreises Schwandorf (1996–2014), Burglengenfeld
24. Philibert Magin, ehemaliger Direktor des Förderungswerkes, Dürrlauingen
25. Manfred Moosauer, Arzt und Hobbyarchäologe, Haimhausen
26. Margit Niedermaier, Unternehmerin, Hohenpolding
27. Jürgen Öhrlein, Architekt und Biobauer, Mainleus
28. Mannfred Pointner, Politiker (Altlandrat), Freising
29. Ingrid Prager, Betriebsrätin und Gewerkschaftsfunktionärin, München
30. Marianne Reil*, Steuerfachangestellte und ehrenamtliche Pflegekraft, Würzburg
31. Rudolf Reinwald, Pädagoge, Pettstadt
32. Roswitha Roth, ehrenamtlich im Sozialbereich und als Bewährungshelfer tätig, Landshut
33. Harald Schneider, Politiker, Karlstadt
34. Theodor Seethaler, Oberstudiendirektor a. D., Straubing
35. Sabine Seipp*, ehrenamtlich und beruflich sozial Engagierte, Würzburg
36. Eberhard Siller, ehemaliger Oberstaatsanwalt, 2. Bürgermeister, Hof
37. Irmgard Sinning, Professorin für Biochemie, Bammental, Reilsheim
38. Sepp Spann, Präsident des Bayerischen Waldbesitzerverbandes und Vorsitzender weiterer Organisationen, Bad Feilnbach
39. Jürgen Tanne, Unternehmer und vielseitig ehrenamtlich tätig, Hunderdorf
40. Joseph Vilsmaier, Filmregisseur und Kameramann, München
41. Hildegard Wanner, Bezirksvorsitzende Gemeindetag, Erste Bürgermeisterin (2002 bis 2014), Höchstädt a.d. Donau
42. Peter Wesselowsky, Erster Bürgermeister von 1984 bis 2008, Vorsitzender mehrerer Organisationen, Ochsenfurt
43. Roswitha Wiesheu*, Initiatorin und Leiterin mehrere Bildungseinrichtungen für Kinder, Zolling
44. Lorenz Wolf, Prälat, München
45. Johann Zelzner (* 1925), Schreinermeister[16] und Politiker (u. a. Stellvertretender Landrat 1977 bis 1990; Erster Bürgermeister 1966 bis 1996), Regenstauf

- konnten bei der Verleihung nicht anwesend sein (Nachholtermin: Montag, 13. April 2015)

Würdigungen für alle Geehrten sind auf der Internetseite des Bayerischen Landtags veröffentlicht.
Damit erhöht sich die Zahl der Verleihungen auf 340 in Gold und 1003 in Silber (Stand: 11. Dezember 2014, Quelle Bayer. Landtag).

### 2015
Am Dienstag, 1. Dezember 2015, wurden im Maximilianeum drei Medaillen in Gold und 39 Medaillen in Silber feierlich verliehen. Wieder einmal zeigte sich, dass hier vor allem Repräsentanten von Parteien, politischen Bewegungen und der Kirche verglichen mit dem Bevölkerungsdurchschnitt überrepräsentiert sind.
Den Festvortrag hielt Bundesministerin a. D. Renate Schmidt unter dem Titel 69 Jahre – von Alter keine Spur. Zur Aktualität der Bayerischen, Hoegnerschen Verfassung im Jahr 2015
Verleihungen in Gold:
1. Dieter Breit, für seine Tätigkeit als Beauftragten der Evangelisch-Lutherischen Kirche in Bayern für die Kontakte zu Landtag, Staatsregierung und für Europafragen, München
2. Laetitia Fech OCist, seit 20 Jahren Äbtissin des Klosters Waldsassen, Waldsassen
3. Joachim Unterländer, für seine 21-jährige Mitgliedschaft im Bayerischen Landtag (5. Legislaturperiode), München

Verleihungen in Silber:
1. Karl Altstetter, für seinen Mitarbeit im Versehrtensport, Schwangau/Waltenhofen
2. Christina Belotti (Sozialistische Jugend Deutschlands – Die Falken), für ihr öffentlichen Eintreten gegen Fremdenfeindlichkeit, Rodenbach
3. Thomas Binsack, Dachau
4. Irmgard Bräu, Bogen
5. Maja Dornier, Lindau (Bodensee)
6. Irmes Eberth, Aschaffenburg
7. Josef Göppel, MdB, Herrieden
8. Karl-Dieter Grüske, Spardorf
9. Petra Guttenberger, MdL, Fürth
10. Bärbel Hick, Hof
11. Andrea Hopperdietzel, Schwabach
12. Susanne Ihsen, München
13. Josef Kennerknecht, Altbürgermeister, Obersöchering
14. Maria Lampl, Bayreuth
15. Sixtus Lampl, Valley
16. Hans-Joachim Leppelsack, Reichertshausen
17. Thomas Lurz, Höchberg
18. Helmut Mangold, Senden/Aufheim
19. Edith Memmel, Mitwitz
20. Roswitha Nodin, Illertissen
21. Stephan Oschmann, Würzburg
22. Horst Pöhlmann*, Brand
23. Barbara Popp-Heimerl, Lichtenfels
24. Ingeborg Poswa, Hof
25. Heribert Prantl, München
26. Christoph Rabenstein, MdL, Bayreuth
27. Karl Rathgeber, Heusenstamm
28. Mercedes Riederer, München
29. Ingrid Ritt, Straubing
30. Theresia Schloßer*, Karlshuld
31. Horst Schmidbauer, Nürnberg
32. Friedrich Schreiber, Gräfelfing
33. Reserl Sem, MdL, Tann
34. Alfred Spall*, Würzburg
35. Theresia Then, Sommerach
36. Josef Troidl, Regensburg
37. Anna Weiß, München
38. Ilse Weiß, Nürnberg
39. Dieter Wieland, Uffing a. Staffelsee

- konnten bei der Verleihung nicht anwesend sein (Nachholtermin)

Würdigungen für alle Geehrten sind auf der Internetseite des Bayerischen Landtags veröffentlicht.
Damit erhöht sich die Zahl der Verleihungen auf 343 in Gold und 1042 in Silber (Stand: 8. Dezember 2015, Quelle Bayer. Landtag).

### 2016
2016, im 70. Jahr der Bayerischen Verfassung, jährte sich die Verleihung der Verfassungsmedaille am 9. Dezember 2016 zum 56. Mal. Es wurden drei Personen mit der Verfassungsmedaille in Gold ausgezeichnet und 36 Persönlichkeiten mit der Verfassungsmedaille in Silber. Bei den Auszeichnungen in Gold wurden 2016 ausschließlich lang gediente Politiker berücksichtigt und auch bei den Auszeichnungen in Silber sind von den Geehrten 33 % Parteimitglieder und damit zum Bevölkerungsdurchschnitt (ca. 1,5 %) deutlich überrepräsentiert. Die diesjährigen Verleihungen mit eingerechnet, erhielten bislang 346 Menschen (meist Männer) die Verfassungsmedaille in Gold und die silberne Medaille insgesamt 1078 Leuten; auch in dieser Stufe dominieren die Männer.
Die Festansprache zum Thema „Bayern ist ein Kulturstaat“ hielt der Dokumentarfilmer und Autor Dieter Wieland. Für die musikalische Untermalung des Festaktes sorgte die BTB Big Band Landshut.
Die Verfassungsmedaille in Gold erhielten:
- Adolf Dinglreiter (CSU), für seine 17-jährige Mitgliedschaft im Landtag (4 Legislaturperioden), Rosenheim
- Ivo Holzinger (SPD),[Fn. 2016 1] für seine 36-jährige Dienstzeit als Oberbürgermeister der kreisfreien Stadt Memmingen, Memmingen
- Helga Schmitt-Bussinger (SPD), für ihre 18-jährige Mitgliedschaft im Landtag (3 Legislaturperioden), Schwabach

Die Verfassungsmedaille in Silber erhielten:
- Helga Helga und Willi Banar, für ihre jahrzehntelangen aufopferungsvollen Pflege ihres geistig und körperlich behinderten Sohnes Claus, Hilpoltstein
- Peter Barteit (SPD), für seine Verdienste im Bereich der Heimatforschung und Heimatpflege, 1. Bürgermeister der Stadt Vilsbiburg 1990–1996, Ehrenvorsitzender des SPD-Kreisverbandes Landshut, Vilsbiburg[Fn. 2016 2]
- Hermann Beckmann, Mitbegründer und Geschäftsführer des Unternehmens KWA, das er dreißig Jahre lang geführt hat, München
- Elisabeth Deutsch, für ihren Einsatz bei der Denkmalpflege im Landkreis Cham sowie für den Frauen-Notruf und als Flüchtlingshelferin, Waldmünchen
- Hans Dobmeyer (CSU), gehörte 30 Jahre lang dem Stadtrat von Hirschau an und war 12 Jahre lang zweiter Bürgermeister dort sowie Gründer des Skiclubs Monte Kaolin, Ehrenmitglied des CSU-Ortsverbandes, Hirschau
- Gerhard Eck (CSU), für seine 17-jährige Mitgliedschaft im Landtag (4 Legislaturperioden), Donnersdorf
- Heidrun Fichter (SPD), für ihr Engagement im Verein Hilfe für Frauen in Not e. V. sowie ihr langjähriges kommunalpolitisches Engagement, Selb
- Christina Flauder (SPD), für ihr soziales und kommunalpolitisches Engagement, stellvertretende Landrätin des Landkreises Kulmbach, Kulmbach
- Hans-Peter Friedrich (CSU), für seine 18-jährige Mitgliedschaft im Bundestag, Berlin
- Rosemarie Göhring, für ihr fünf Jahrzehnten währendes ehrenamtliches Wirken im Bayerischen Roten Kreuz, Lichtenfels
- Marianne Gutwein, für ihre Arbeit im Sozialdienst katholischer Frauen e. V. Amberg, Kümmersbruck
- Gabriele Hiendlmeier,[Fn. 2016 1] für ihre intensiven Betreuung und liebevollen Pflege ihrer drei schwerstbehinderten Kinder (neben einer gesunden Tochter), Straßkirchen
- Helmut Jäger, für seine Arbeit in berufsständischen Organisationen zur Vertretung der Belange der Obstbauern im Freistaat, Lindau
- Ingeborg Jasper, hat während mehr als 25 Jahren nahezu 100 Kinder als Tagesmutter betreut, München
- Bruno Jonas, Kabarettist, München
- Josef Kellerer (CSU), für seine 18-jährige Tätigkeit als Oberbürgermeister von Fürstenfeldbruck, Fürstenfeldbruck
- Vestina Kitzhofer, OSB, ehemalige Subpriorin, langjährige Leiterin der Mädchenrealschule in Neustift, Neustift
- Beatrice Kress, Geschäftsführerin der Bergader Privatkäserei GmbH und Gründerin des Mütterzentrums Traunstein e. V., Waging am See
- Harald Lesch, Wissenschaftsmoderator, München
- Barbara Lochbihler (Bündnis 90/Die Grünen),[Fn. 2016 1] hat sich für Frieden und Menschenrechte eingesetzt, Berlin
- Peter Meyer (Freie Wähler Bayern), für seine 8-jährige Mitgliedschaft im Landtag und seine Tätigkeit als Dritter Vizepräsident und Mitglied des Präsidiums des Bayerischen Landtags, Hummeltal
- Ivo Moll (SPD), für seine 8-jährige berufsrichterliche Mitgliedschaft am Bayerischen Verfassungsgerichtshof, Schwabmünchen
- Emilia Müller (CSU), für ihre 5-jährige Tätigkeit als Bayerische Staatsministerin, Bruck in der Oberpfalz
- Ursula Omonsky, für ihr Wirken im Sozialdienst katholischer Frauen e. V. in Regensburg sowie ihr Engagement für das Frauen- und Kinderschutzhaus Regensburg, Regensburg
- Jürgen Pfarr, für seine 50-jährige Leitung der „Sängergesellschaft Heimgarten 1925“ und der Bereicherung des Musiklebens in Unterfranken, Würzburg
- Werner Reuß, BR-Fernsehdirektor, wegen der Entwicklung des Formats BR-alpha bzw. ARD-alpha (Marktanteil 2014: 0,3 %), München
- Johanna Scheuermeyer, Mitbegründer und ehemalige Vorsitzende des Neuburger Hospizvereins, Neuburg an der Donau
- Peter Sefrin, Bundesarzt des DRK, Würzburg
- Jörg Skriebeleit, für den Aufbau und die Leitung der KZ-Gedenkstätte Flossenbürg, Weiden
- Sylvia Stierstorfer (CSU), für ihre 13-jährige Mitgliedschaft im Landtag, Pfatter
- Hildegard Stolper, für ihr Wirken im Sozialdienst katholischer Frauen e. V. Passau sowie ihr Vorsitz und Leitung des Frauen- und Kinderschutzhauses Passau, Passau
- Theresia Strobl, für ihr Eintreten für die Rechte der Menschen mit Behinderung, Röhrmoos
- Christian Stückl, Intendant des Münchner Volkstheaters, Oberammergau
- Hans Volkert, für seine Arbeit in berufsständischen Organisationen zur Vertretung der Belange der Waldbauern, Roth
- Amalie Wiedemann, Diözesanoberin des Malteser Hilfsdiensts e. V. der Diözese Augsburg, Augsburg

Fußnoten
1. 1 2 3  War bei der Verleihung am Fr., 9. Dezember 2016 nicht persönlich anwesend. Die Verleihung wird im Rahmen eines Nachholtermins 2017 nachgeholt.
2. ↑  Barteit wurde von der Landshuter SPD-Abgeordneten Ruth Müller vorgeschlagen. Verfassungsmedaille für Peter Barteit. 9. Dezember 2016, abgerufen am 18. Dezember 2016 (deutsch).

### 2017
Am 1. Dezember 2017 überreichte Landtagspräsidentin Barbara Stamm fünf Persönlichkeiten die Verfassungsmedaille in Gold und 45 Persönlichkeiten die Verfassungsmedaille in Silber. Die Festansprache hielt Jutta Speidel zum Thema „Gelebtes Gemeinwohl und nachhaltiges Engagement in Bayern“.
Die Verfassungsmedaille in Gold erhielten:
- Jacques Chagnon, kanadischer Politiker, für seine Verdienste um die länderübergreifende Zusammenarbeit zwischen Bayern und Québec (verhindert, Verleihung erfolgt zu einem späteren Zeitpunkt)
- Friedhelm Hofmann, emeritierter Bischof von Würzburg, für seine Verdienste bei der Bewältigung der Herausforderungen, die mit der großen Zahl der in Bayern Zuflucht suchenden Menschen verbunden war und ist

- Philipp Lahm, ehemaliger deutscher Fußballspieler, für sein vielfältiges soziales Engagement
- Kreszenz Reindl für die jahrzehntelange Pflege ihrer Tochter
- Birgit Seelbinder, ehemalige Oberbürgermeisterin von Marktredwitz, für ihren Einsatz für die deutsch-tschechische Freundschaft, die Belange der kommunalen Selbstverwaltung und die Bildungspolitik

Die Verfassungsmedaille in Silber erhielten:
- Peter Aicher, Unternehmer, für seine Verdienste bei der Weiterentwicklung der Aus- und Fortbildung im Zimmererhandwerk
- Hubert Aiwanger, deutscher Politiker (Freie Wähler), für sein Engagement um die Interessen seiner Heimatregion
- Karin Berger-Haggenmiller, Unternehmerin, für die Unterstützung sozialer und kultureller Vereinigungen
- Herbert Bethge, deutscher Staatsrechtler, für seine Arbeiten zur Stellung des öffentlich-rechtlichen Rundfunks und Öffnung der Märkte für private Rundfunk- und Fernsehanbieter
- Hildegard Beyer, Hofheim i. Ufr. (verhindert, Verleihung erfolgt zu einem späteren Zeitpunkt), für die jahrzehntelange Pflege ihrer behinderten Tochter
- Heinz-Peter Bieberle, Stadtrat und Bürgermeister in Roth, für seine verschiedenen Initiativen sozialen Bereich
- Günter Breitenbach, Rektor der Rummelsberger Diakone und Diakoninnen und Vorstandsvorsitzender der Rummelsberger Diakonie e.V.
- Volker Bühren, Direktor der Unfallklinik Murnau (verhindert, Verleihung erfolgt zu einem späteren Zeitpunkt)
- Stefan Cagnacci, für sein Wirken im Bereich der Inklusion in Bayreuth
- Pat Christ (* 1970), freie Journalistin in Würzburg, für ihre Beiträge zur menschlicheren Gestaltung der Wirtschaftsstrukturen und für die Freiheit der Presse (verhindert, Verleihung erfolgt zu einem späteren Zeitpunkt)
- Sigrid Daum trug viel dazu bei, die handwerkliche Tradition in ihrer Heimatstadt Kulmbach lebendig zu halten
- Georg Eberl, ehemaliger Lehrer und Bürgermeister von Mamming, für seine Verdienste um das örtliche Gemeinwohl
- Emilie Eigler, Heimatforscherin mit Verdiensten um die Heimatpflege von Marktoberdorf
- Astrid Eitschberger, Lehrerin, für Gründung und jahrzehntelange Leitung des Jugendorchesters Ochsenfurt
- Max-Georg Freiherr von Eltz-Rübenach, für seine Verdienste zum Erhalt und der Pflege von verschiedensten Kulturgütern in Steingaden
- Annette Erös und
- Reinhard Erös, für ihre Initiative „Kinderhilfe Afghanistan“
- Johanna Fischer, Orts- und Kriesbäuerin mit Verdiensten um das Gemeinwohl im Landkreis Cham
- Gertrud Fries, für ihr Engagement für die Belange von Senioren
- Franz Gadenz, Ingenieur, für seinen Einsatz in der Deutschen Vereinigung Morbus Bechterew (DVMB)
- Gabriele Jäger für ihr ehrenamtliches Wirken in der Bewährungshilfe
- Irene Janner, Lehrerin, Stadt- und Kreisrätin, für ihren Einsatz für Kinder aus sozial schwachen Familien und aus Familien mit Migrationshintergrund
- Irene Kischkat setzte vielfältige jugendpolitische Akzente, u. a. durch verschiedene Aktionen gegen Rassismus und Fremdenfeindlichkeit
- Karl-Heinz Knoll, Unternehmer, für seine Aktivitäten zur Stärkung des Kultur- und Wirtschaftsstandorts Bayern
- Ferdinand Kramer, Historiker, für seine Verdienste um die Erforschung des historischen Erbes Bayerns
- Brigitte Kunisch-Castro für die jahrzehntelange Pflege ihrer Tochter (verhindert, Verleihung erfolgt zu einem späteren Zeitpunkt)
- Peter Küspert, ehemaliger Präsident des Bayerischen Verfassungsgerichtshofs und Präsident des Oberlandesgerichts München, für seine Verdienste um den Erhalt der rechtsstaatlichen Ordnung und die Verwirklichung der Grundsätze der Verfassung des Freistaates Bayern
- Monika Lang für die jahrelange Pflege ihrer Schwägerin und ihres Schwiegervaters und ihr ehrenamtliches Engagement im Gemeindeleben
- Jan Mühlstein, Journaliste, für seine Verdienste um den ersten liberal-jüdischen Dachverband, der Union progressiver Juden in Deutschland (UpJ) und sein vielfältiges Engagement für das liberale jüdische Leben in Deutschland
- Ursula Münch, Politologin und Hochschulprofessorin, Leiterin der Akademie für Politische Bildung in Tutzing
- Miroslav Nemec, Schauspieler und Musiker, für seinen Einsatz bei der Integration und dem friedliche Zusammenleben in der europäischen Einwanderungsgesellschaft und als Botschafter für das Kinderhospiz Mitteldeutschland und den Förderkreis der Stiftung der Deutschen Polizeigewerkschaft.
- Hans-Ulrich Pfaffmann, ehemaliger Stadtrat, Mitglied des Bayerischen Landtages, ehrenamtlich als Landesvorsitzender des Arbeiter-Samariter-Bundes Bayern (ASB) und als Zweiter Aufsichtsratsvorsitzender des Suchthilfevereins Condrobs tätig
- Hildegard Plaschzyk, ehemalige Lehrerin, für ihren Einsatz im Hospizwesen
- Jürgen Reichert für seine Verdienste um den flächendeckenden Ausbau ambulanter Angebote für benachteiligte, psychisch kranke oder pflegebedürftige Menschen
- Ruth Reinfurt für ihren Einsatz für Beratungsdienste und Einrichtungen der Jugend-, Frauen-, Familien- und Gefährdetenhilfe sowie der Hilfe für Menschen mit psychischen Erkrankungen
- Markus Rinderspacher, deutscher Politiker, für seine ehrenamtlichen Tätigkeiten in vielen Verbänden und Vereinen
- Eva Roer, Unternehmerin, für die Förderung von Frauen in Führungspositionen und der Gesundheitsförderung und einer guten medizinischen Versorgung der Bevölkerung
- Heinrich Rudrof, Mitglied des Bayerischen Landtages, für seine ehrenamtlichen Tätigen in vielen Verbänden und Vereinen
- Elisabeth Scharfenberg, ehemaliges Mitglied des Deutschen Bundestages, für ihren Einsatz in vielfältigen sozialen Bereichen
- Barbara Scheitz, Unternehmerin, trägt durch ihre Unternehmensphilosophie „Respekt und Verantwortung gegenüber Mensch und Natur“ wesentlich zum Erhalt der Kulturlandschaft im Voralpenraum bei
- Wolfgang E. Schultz, Unternehmer, für seine Investitionsbereitschaft in Forschung und Entwicklung, sein ausgeprägtes Umweltbewusstsein und die tiefe Verbundenheit zum Heimatstandort sowie das Engagement für die qualifizierte Ausbildung junger Menschen
- Johannes Singhammer, ehemaliges Mitglied des Deutschen Bundestages, für seine vielfältigen ehrenamtlichen Tätigkeiten
- Regine Sixt, Unternehmerin, für ihr breites soziales Engagement
- Heinrich Trapp, ehemaliger Abgeordneter im Bayerischen Landtag, langjähriger Landrat, für seine Verdienste um die Region Dingolfing-Landau
- Dagmar Wöhrl, ehemalige Abgeordnete im Deutschen Bundestag, für ihre vielfältigen ehrenamtlichen Tätigkeiten

### 2018
Am 1. Februar 2019 zeichnete der Bayerische Landtag im Maximilianeum 39 Personen mit der Verfassungsmedaille aus. Landtagspräsidentin Ilse Aigner überreichte drei Personen die Medaille in Gold und 36 Personen die Medaille in Silber.
Mit der Bayerischen Verfassungsmedaille in Gold wurden geehrt:
- Inge Aures, ehemalige Landtagsabgeordnete, Kulmbach
- Jürgen W. Heike, ehemaliger Landtagsabgeordneter und Staatssekretär, Neustadt bei Coburg
- Gerd Müller, Bundesminister, Durach

Mit der Bayerischen Verfassungsmedaille in Silber wurden geehrt (* = am 1. Februar 2019 nicht anwesend – Aushändigung wird nachgeholt)
- Ekkehard Auth, Lohr am Main
- Oliver Bungers, München
- Petra Dettenhöfer, ehemalige Landtagsabgeordnete, Kirchenthumbach
- Werner Dietrich, München
- Ilse Erl ⃰, München
- Gottlieb Fischer ⃰, Marktoberdorf
- Hans Dieter Friedrich, Hollfeld
- Ursula Geier, Regensburg
- Ingrid Heckner, ehemalige Landtagsabgeordnete, Kastl
- Waltraud Heiter, Fürth
- Brigitte Hohlbach-Jenzen, Bayreuth
- Viktoria Huck, Nürnberg
- Hermann Imhof*, Nürnberg
- Matthias Jena, Vorsitzender des Deutschen Gewerkschaftsbundes Bayern, München
- Christine Kamm, ehemalige Landtagsabgeordnete, Augsburg
- Hildegard Kronawitter, ehemalige Landtagsabgeordnete, München
- Martin Neumeyer, Landrat, Kelheim
- Annekathrin Preidel, Erlangen
- Konstanze Riedmüller, Pullach
- Eberhard Ritter, Würzburg
- Bernhard Roos, ehemaliger Landtagsabgeordneter, Passau
- Hildegund Rüger, Schneeberg
- Johanna Rumschöttel, ehemalige Bürgermeisterin und Landrätin, Neubiberg
- Hanna Schertl, Vilseck
- Christine Schröpf, Regensburg
- Josef Seidl, Kumhausen
- Kathrin Sonnenholzner, ehemalige Landtagsabgeordnete, Jesenwang
- Christian Springer, Kabarettist und Autor, München
- Antonia Stegmiller OSF, Ordensschwester, Dillingen an der Donau
- Helgard van Hüllen, Gaißach
- Karl Vetter, ehemaliger Landtagsabgeordneter, Cham
- Jürgen Wallstabe ⃰, Niederwinkling
- Angelika Weikert, ehemalige Landtagsabgeordnete, Nürnberg
- Klaus Wenzel, Lehrer, Verbandsfunktionär und Schulbuch-Autor, Schnaittach
- Max Wimmer, Essenbach
- Peter Winter, ehemaliger Landtagsabgeordneter, Waldaschaff

### 2019
Am 7. Februar 2020 zeichnete der Bayerische Landtag im Maximilianeum 43 Personen mit der Verfassungsmedaille aus. Landtagspräsidentin Ilse Aigner überreichte vier Personen die Medaille in Gold und 39 Personen die Medaille in Silber.
- Iris Berben, Schauspielerin, Berlin
- Susanne Breit-Keßler, ehem. Regionalbischöfin für München und Oberbayern, München
- Helmut Brunner, Staatsminister a. D., ehem. MdL, Zachenberg
- Christian Knauer, Altlandrat, ehem. MdL, Aichach

Mit der Bayerischen Verfassungsmedaille in Silber wurden geehrt (* = am 7. Februar 2020 nicht anwesend – Aushändigung wird nachgeholt)
- Anna Arndt, Steuergehilfin, Aitrang
- Susanne Arndt, Vorsitzende der Landes-Elternvereinigung der Gymnasien in Bayern, München
- Alfons Berger, Bautechniker, Zimmerermeister i. R., Kranzberg
- Hannelore Bohm, Journalistin, Laufen
- Walter Bramenkamp, Notar i. R., Landau a.d. Isar
- Ursula Brandlmeier, Arzthelferin i. R., Neustadt a.d. Donau
- Brigitte Bührlen, Physiotherapeutin, München
- Ekin Deligöz, Diplom-Verwaltungswissenschaftlerin, MdB, Senden
- Günter Dörfler, Industrie- und Vertriebskaufmann, Weidenberg
- Maria Ertlmaier, Train
- Rita Falk*, Autorin, Denklingen
- Caroline Frey, Unternehmerin, Regensburg
- Astrid Glos, Betriebswirtin, Kitzingen
- Hubert Hafner, Landrat des Landkreises Günzburg, Ichenhausen
- Reiner Haupka, Rentner, Olching
- Martin Heimgreiter, Schreinermeister, Buchberg
- Gerswid Herrmann, Juristin, Erlangen
- Alois Karl, Jurist, MdB, Neumarkt i.d. Opf.
- Luise Kinseher, Kabarettistin, Schauspielerin, München
- Jürgen Kirner, Gründer und Autor der Couplet AG, München
- Tomáš Kučera, Rabbiner, München
- Alfred Kuttenlochner, Elektromeister, Eching
- Georg Mair, 1. Vorsitzender des Almwirtschaftlichen Vereins Oberbayern, Gaißach
- Maria Elisabeth Marschalek, Oberin, Heimleitung, Dipl.-Sozialpädagogin (FH), Gundelfingen a.d. Donau
- Anita Meinelt, 1. Bürgermeisterin der Stadt Moosburg
- Retta Müller-Schimmel, Erzieherin, Herzogenaurach
- Florian Pronold, Parlamentarischer Staatssekretär für Umwelt, Naturschutz und nukleare Sicherheit, MdB, Deggendorf
- Gisela Raab, Geschäftsführerin und Mitinhaberin der RAAB Baugesellschaft mbH & Co. KG, Ebensfeld
- Dinah Radtke, Übersetzerin, Erlangen
- Monika Reiter, Schneidermeisterin, Bernau a. Chiemsee
- Toni Roiderer, Geschäftsführender Gesellschafter der Anton Roiderer GmbH, Straßlach
- Hannelore Schäfer-Gärdes, Dipl. Volkswirtin, Hausfrau, Schweinfurt
- Hans Schuierer, Altlandrat, Schwandorf
- Walter Schwertberger, Schlossermeister, kfm. Angestellter i. R., Gröbenzell
- Mitra Sharifi Neystanak, Dozentin an der Universität Bamberg
- Alfred Sigg, Rechtspfleger i. R., Wertingen
- Hans Steindl, 1. Bürgermeister der Stadt Burghausen, Burghausen
- Rupert Voß, Initiator der „work and box Company“ und Vorstandsvorsitzender von „hand in“, Baiern Berganger
- Dieter Zacherle, Speditionskaufmann i. R., Kempten

### 2020
Die Bayerische Verfassungsmedaille 2020 ging am 6. Mai 2021 an 32 Persönlichkeiten, die Auswahl hatte der Ordensbeirat im Herbst 2020 getroffen.
Mit der Bayerischen Verfassungsmedaille in Gold wurden geehrt:
- Joachim Gauck, Bundespräsident a. D., Berlin (bekam die Medaille bei seinem Besuch im Maximilianeum am 13. Oktober 2021 überreicht).[26]
- Markus Söder, Ministerpräsident, MdL, Nürnberg
- Jutta Speidel, Schauspielerin, Gründerin des Vereins HORIZONT, München
- Lorenz Wolf, Domdekan und Prälat, seit 2009 Leiter des Katholischen Büros Bayern,  Mitglied im Rundfunkrat des Bayerischen Rundfunks

Die Verfassungsmedaille in Silber erhielten:
- Stefanie Beck, Sozialpädagogin, Lehrbeauftragte an der Otto-Friedrich-Universität Bamberg, Würzburg
- Claudia Beil, Betriebswirtin, Erding (Landesvorsitzende der Unternehmerfrauen im Handwerk)
- Werner Brombach, Inhaber der Erdinger Weißbräu GmbH, Erding
- Asgar Can, Verwaltungsfachwirt, München (stellvertretender Präsident des in München ansässigen Weltkongress der Uiguren (WUC), die wichtigste Exil-Organisation dieser osttürkisch-islamischen Minderheit)
- Michael Daiminger, Leiter des Rettungsdienstes und des Katastrophenschutzes i. R., Cham
- Anneliese Göller, Landesbäuerin der Landfrauengruppe des BBV, Frensdorf
- Eva Haller, Journalistin, München (seit 2009 ehrenamtliche Leitung der Europäische Janusz Korczak Akademie e. V.)
- Joachim Hanisch, 1. Bürgermeister a. D., MdL, Bruck i.d. Opf. (für seine langjährige Mitgliedschaft im Landtag)
- Margarete Herold, Vorsitzende des AWO-Ortsvereins Mainbernheim
- Wolfgang Heubisch, Vizepräsident des Bayerischen Landtags, Zahnarzt, ehem. Staatsminister, MdL, München (für seine langjährige Mitgliedschaft im Landtag und seine Tätigkeit als Minister)
- Irmi Hobmaier, Hausfrau, Höslwang
- Hubert Huber, Künstler, Fürstenzell
- Alexander Kain, Journalist, Politischer Korrespondent, Windorf-Gaishofen (Stellvertretender Chefredakteur der Paussauer Neuen Presse; Landtagskorrespondent).
- Birgit Kober, Pädagogin, München
- Ingrid Leser, Lehrerin i. R., Bärnau (für die fast 30-jährige Organisation des tschechisch-deutschen Schüleraustauschs in Nordostbayern).
- Josef Mederer, Präsident des Bezirkstags Oberbayern, Altomünster
- Marlene Mortler, Landwirtschaftsmeisterin, MdEP, Lauf a.d. Pegnitz
- Konrad Niedermaier, Altbürgermeister, Rottach-Egern
- Beate Schabert-Zeidler, Vorsitzende Richterin am Verwaltungsgericht Augsburg a. D., Augsburg (Mitglied der Landessynode der Evangelisch-Lutherischen Kirche in Bayern)
- Annemarie Schraml, Ärztin i. R., Waldsassen (für ihren über 15-jährigen Einsatz für die sog. „Feuerkinder“ (Brandopfer) in Tansania)
- Klara Stauder, Beruf unbekannt, Aicha vorm Wald (für ihre tätige Mithilfe bei der privaten Initiative „Rumänienhilfe“ ihres Ehemannes Willi Stauder)
- Willi Stauder, Gemeindearbeiter i. R., Aicha vorm Wald
- Alfred Stoffel, Richter, Ltd. Oberstaatsanwalt i. R., Kempten
- Simone Strohmayr, Rechtsanwältin, MdL, Stadtbergen (für ihre langjährige Mitgliedschaft im Landtag)
- Centa Theobald, Angestellte, Buchenberg (für ihre langjährige Mitgliedschaft im Präsidium des Allgäu-Schwäbischen Musikbunds e. V., ehrenamtliche Vorsitzende der Kulturstiftung „Klingendes Schwaben – Stiftung Christl und Karl Kling“; ehrenamtliche Schöffin am Landgericht)
- Mathilde Voss, Rentnerin, Ingolstadt
- Robert Wagner, Musiklehrer, Zirndorf (Schulleiter der Musikschule Fürth)
- Ulrich Wustmann, Ltd. Regierungsdirektor a. D., Höchstadt a. d. Aisch (Vorstandsvorsitzender der Lebenshilfe Erlangen - Höchstadt)

### 2021
Bedingt durch die Corona-Pandemie wurde der Bayerische Verfassungsorden 2021 erst am Freitag, 24. Juni 2022 im Senatssaal des Maximilianeums an die Träger ausgehändigt. Es war die erstmalige Verleihung unter neuem Namen, dafür nur in einer Klasse, da die Stufen Silber und Gold zusammengefasst wurden. Folgende 44 Persönlichkeiten wurden mit dem Verfassungsorden ausgezeichnet:
- Richard Bartsch, Bezirkstagspräsident a. D., Roßtal für seine langjährige Mitgliedschaft im Bezirksrat von Mittelfranken (1986 bis heute), davon von 2003 bis Oktober 2018 als Bezirkstagspräsident, Mitglied der CSU
- Heinrich Bedford-Strohm, evangelisch-lutherischer Landesbischof, ehem. EKD-Ratsvorsitzender, München
- Alena Buyx, Medizinethikerin, Hochschullehrerin und Vorsitzende des Deutschen Ethikrats, Lehrstuhl für Ethik der Medizin und Gesundheitstechnologien an der Technischen Universität München, München
- Stephanie „Steffi“ Czerny (* 1954), ehem. Managerin bei Burda und Geschäftsführerin und Gründerin des Netzwerks Digital Life Design (DLD), Kreuth
- Dorle Dengg, Gründerin des Kieferer Puppentheaters, Kiefersfelden
- Hans Jürgen Dörnhöfer, Studiendirektor a. D., Schweinfurt, Betreiber einer privaten Wetterstation, schrieb von 1954 bis Ende 2020 für die Schweinfurter Zeitungen einen monatliche Bericht über das Wetter des Vormonats
- Michael Eibl, geschäftsführender Direktor der Katholischen Jugendfürsorge Regensburg e. V., Beratzhausen
- Gottfried Fellner, römisch-katholischer Pfarrer, langjähriger Kurat der Wieskirche i. R., Steingaden bzw. Oberauerbach bei Mindelheim
- Klaus Fertig, Maschinenschlosser, Amorbach für seinen Einsatz im privaten, im beruflichen sowie im ehrenamtlichen Bereich
- Elisabeth Forster, Meisterin der Hauswirtschaft, Pleinfeld
- Gerda Friedel, OSF, ehem. Provinzoberin der Regens-Wagner-Provinz, Dillingen
- Klaus Gallenz, Lehrer i. R., Bamberg
- Georg Grabner, CSU, Altlandrat, ehem. MdL, Teisendorf für seine 12-jährige Mitgliedschaft im Bayerischen Landtag und seine 18-jährige Tätigkeit als Landrat des Landkreises Berchtesgadener Land.
- Lambert Grasmann, Postbetriebsinspektor a. D., Vilsbiburg für seine über 50-jährige ehrenamtlichen Museumsarbeit für den Heimatverein Vilsbiburg
- Wolfgang Groß, ehem. Geschäftsführer humedica e.V., Kaufbeuren für sein Engagement in der Not- und Katastrophenhilfe
- Gertraud Gruber (* 24. Mai 1921 in München; † 12. März 2022), Unternehmerin, Gertraud-Gruber-Kosmetik, Rottach-Egern[Fn. 2021 1]
- Leo Hiemer, Autor und Filmemacher, Kaufbeuren
- Jonas Kaufmann, Kammer- und Opernsänger (Tenor), München[Fn. 2021 2][Fn. 2021 3]
- Paul Knoblach, Bündnis 90/Die Grünen, MdL, Krankenpfleger i. R., Ökobauer, Bergrheinfeld für seine
- Bärbel Kofler, Sprachwissenschaftlerin, MdB, Traunstein
- Marie-Luise Kolmer, Bürokauffrau, Prokuristin, Bischofsmais
- Fadumo Korn, Autorin, Dolmetscherin, Migrationsexpertin, München
- Rosemarie Lehmeier, Hausfrau, Königsmoos
- Angela Merkel, Bundeskanzlerin a. D., Berlin[Fn. 2021 2]
- Brigitte Merk-Erbe, Sonderpädagogin, Oberbürgermeister a. D., Bayreuth
- Erika Mix, Familienpflegerin i. R., Berg
- Ingrid Müller, Kreisheimatpflegerin, Steuer- und Wirtschaftsprüfergehilfin i. R., Altusried
- Petra Müller, Verwaltungsangestellte, Sonthofen
- Stephanie Müller, Diplom-Pflegewirtin (FH), Geschäftsführerin der Mobile Ambulante Pflegepartner GmbH & Co. KG - Münchner Kindl, München
- Abba Naor, stv. Vorsitzender Comité International de Dachau, Rechovot (Israel)[Fn. 2021 4]
- Elisabeth Ramming, Kfm. Angestellte i. R., Thurnau
- Viktoria Rebensburg, ehem. Skirennläuferin, Zollbeamtin, Kreuth
- Alois Reitberger, Betriebsleiter, Landwirtschaftsmeister i. R., Neuötting
- Rita Röhrl, SPD, Landrätin des Landkreises Regen, ehem. 1. Bürgermeisterin, Teisnach
- Rachel Salamander, Literaturwissenschaftlerin, Journalistin, Buchhandelsunternehmerin, München
- Eberhard Schellenberger, Journalist, Würzburg für sein journalistisches Wirken als ehemalige Leiter des Würzburger BR-Studios[Fn. 2021 2][Fn. 2021 3]
- Alois Schmid, ehem. Ordinarius für Bayerische Geschichte und vergleichende Landesgeschichte mit besonderer Berücksichtigung des Mittelalters an der Ludwig-Maximilians-Universität München
- Renate Schmucker, Stifterin, Riemerling
- Robert Schmucker, Stifter, em. Professor an der TU München am Lehrstuhl für Raumfahrttechnik, Riemerling
- Barbara Städtler-Mach, Präsidentin der Evangelische Hochschule Nürnberg, Nürnberg
- Karl Thiere, Präsident des Landgerichtes Kempten i. R., Kempten
- Hans Well, Musiker (Biermösl Blosn), Türkenfeld
- Josef Zellmeier, CSU, Vorsitzender des Ausschusses für Staatshaushalt und Finanzfragen, MdL, Jurist, Oberregierungsrat a. D., Laberweinting für seine 18-jährige Mitgliedschaft im Bayerischen Landtag und sein kurzzeitige Tätigkeit als Staatssekretär im Bayerischen Staatsministerium für Wohnen, Bau und Verkehr
- Theo Zellner, (CSU), Landrat a. D., ehem. Präsident des BRK, Bad Kötzting für seine Tätigkeit als Kommunalpolitiker (CSU), Präsident des Sparkassenverbandes Bayern und als Präsident des Bayerischen Roten Kreuzes.

Fußnoten
1. ↑  Die Ordensaushändigung an Frau Gertraud Gruber erfolgte aufgrund ihres hohen Alters von 100 Jahren bereits im Januar 2022.
2. 1 2 3  Die Ordensaushändigung erfolgt zu einem späteren Zeitpunkt.
3. 1 2  Der Nachholtermin für Eberhard Schellenberger und Jonas Kaufmann fand gemeinsam am 30. September 2022 statt.
4. ↑  Die Ordensaushändigung an Herrn Abba Naor erfolgte aufgrund seines fortgeschrittenen Alters bereits im Dezember 2021.

### 2022
Am 2. Dezember 2022 fand im Senatssaal des Maximilianeums die Verleihung des Bayerischen Verfassungsordens 2022 an 50 Persönlichkeiten statt. Unter den Ausgezeichneten waren:
- Michael Bammessel, Pfarrer, Präsident der Diakonie Bayern i. R., Nürnberg
- Verena Bentele, ehem. Biathletin, Vd-Präsidentin, München
- Maximilian Bertl, Ehrenvorsitzender des Bayerischen Trachtenverbands, Wildsteig
- Ruth Ceslanski, Übersetzerin, Nürnberg
- Michael von Cranach, Facharzt für Psychiatrie und Psychotherapie, Eggenthal
- Claudia Dalla Torre, kfm. Angestellte, Kempten für die Mitgründung des Vereins „Frauen helfen Frauen e. V.“ (1981) und der Gründung des Frauenhauses in Kempten (1983) und des Kemptener Interventionsmodells (KIM; 2006)
- Ottmar Edenhofer, Direktor, Chefökonom, Institut für Klimafolgenforschung, Potsdam
- Hermann Einsele, Direktor der Medizinischen Klinik und Poliklinik II der Julius-Maximilians-Universität Würzburg, Würzburg
- Anna Fries, Meisterin der ländlichen Hauswirtschaft, Biberbach
- Magdalena Götz, Leiterin des Instituts für Stammzellforschung am Helmholtz-Zentrum, München
- Erika Gruber, Geschäftsführende Gesellschafterin der Zweirad Gruber GmbH, Gunzenhausen
- Anja Harteros, Bayerische Kammersängerin, Breitscheid[Fn. 2022 1]
- Monika Haslberger, Stv. Bundesvorsitzende Lebenshilfe e.V., Freising
- Klaus Heimann, Justizvollzugsbeamter i. R., Deggendorf[Fn. 2022 1]
- Michael Herbig, Regisseur, Produzent, Comedian, München[Fn. 2022 1]
- Alexandra Holland, Geschäftsführende Gesellschafterin der Mediengruppe Pressedruck Herausgeberin der Augsburger Allgemeinen Zeitung, Augsburg
- Gerhard John, Oberverwaltungsrat i. R., Altdorf
- Clarissa Käfer, Geschäftsleitung Käfer-Beteiligungsgesellschaften und Aufsichtsratsvorsitzende Käfer AG, München
- Michael Käfer, Feinkost-Händler und Gastronom, München
- Thomas Karmasin, CSU, Landrat, Germering für seine mehr als 25-jährige Tätigkeit als Landrat des Landkreises Fürstenfeldbruck
- Marion Kiechle, CSU, Medizinerin und Politikerin, Professorin Gynäkologie und Geburtshilfe an der TUM, München für ihre kurzzeitige Tätigkeit als bayerische Wissenschaftsministerin
- Susanne Klatten, Unternehmerin, München[Fn. 2022 1]
- Hans Klupp, Land- und Teichwirt, Plößberg
- Margit Ksoll-Marcon, Generaldirektorin der Staatlichen Archive Bayerns, Kolbermoor
- Manfred Kurrle, Unternehmer i. R., Bolsterlang
- Inge Löhnig, Schriftstellerin, Oberschleißheim
- Anne Maar, Kinderbuchautorin, Regisseurin, Theaterleiterin, Stadtlauringen
- Joana Mallwitz, Dirigentin, Pianistin, Generalmusikdirektorin, Berlin[Fn. 2022 1]
- Hildegard Mayr, Direktorin des Sehbehinderten- und Blindenzentrums Südbayern, München
- Peter Mosch, Gesamtbetriebsratsvorsitzender der AUDI AG, Königsmoos
- Felix Neureuther, ehem. Skirennläufer, Beamter Bundeszollverwaltung, Garmisch-Partenkirchen
- Josef Redl, Einzelhandelskaufmann, Schneidermeister i. R., München
- Carl-Michael Reng, Arzt, ehem. Krankenpfleger, Bad Abbach
- Claudia Roth, Staatsministerin beim Bundeskanzler sowie Beauftragte der Bundesregierung für Kultur und Medien, MdB, Berlin
- Helga Schadeberg, Realschullehrerin, Seminarrektorin i. R., Coburg
- Siegfried Scheidig, Werkzeugmacher i. R., Ludwigsstadt
- Klaus Schilling, Inhaber des Lehrstuhls für Informatik VII (Robotik und Telematik), Universität Würzburg
- Heinrich Schmidt, Forstrat a. D., Viechtach
- Angelika Schorer, Landwirtin, Unternehmerin, MdL, Jengen
- Leo Schrell, Freie Wähler, Landrat des Landkreises Dillingen a.d. Donau a. D., Lutzingen für seine langjährige Tätigkeit als Kommunalpolitiker (14 Jahre Bürgermeister, 18 Jahre Landrat).
- Stefan Schuster, Berufsfeuerwehrmann, MdL, Schwabach
- Martina Schwarzmann, Kabarettistin, Altomünster
- Karin Seeberger, freiberufliche Tätigkeit, Uehlfeld
- Peter Seyb, ehem. Sicherheitsingenieur in der Helmholtzstiftung sowie Mit-Gründer, Vorsitzender und Vorstandsmitglied der Initiative für krebskranke Kinder München e.V.[29], Holzkirchen
- Franz Wallner, Erzieher i. R., Bruckmühl
- Blanka Weiland, Geschäftsführerin Jugendreferat der Katholischen Jugendarbeit in Nürnberg
- Angelika Will, Ingenieurassistentin, Erlangen
- Albert Wolf, selbst. Kaufmann i. R., Osterhofen
- Karl-Heinrich Zeuner, Dipl.-Finanzwirt, Wirtschaftsprüfer, Rechtsbeistand, Samerberg
- Helmut Zöpfl, Schriftsteller, Wissenschaftler, München

Fußnoten
1. 1 2 3 4 5  Die Ordensaushändigung erfolgt zu einem späteren Zeitpunkt.

### 2023
Die Verleihung des Bayerischen Verfassungsordens 2023 fand am 29. Februar 2024 im Akademiesaal im Maximilianeum statt. Die dabei ausgezeichneten Personen umfassen:
- Alfred Aigner, Kunstschreinerlehrer, Jäger und Falkner, für sein Engagement für die Greifvogelauffangstation in Otterfing
- Natalie Amiri, Journalistin und Autorin, für ihre engagierte Berichterstattung über den Nahen Osten und als Stimme für marginalisierte Menschen
- Ewald Arenz, Lehrer und Autor, für sein umfangreiches schriftstellerisches und künstlerisches Schaffen
- Petra Articus, Nonne, Altäbtissin, für ihr Engagement für die Schulstiftung Seligenthal und das Kloster Seligenthal
- Sigried Atzmon, für ihren Einsatz für die Erinnerungskultur im „Freundeskreis Synagoge Hainsfarth“
- Peter Bauer, Zahnarzt und ehemaliger Politiker (Freie Wähler), für seine langjährige politische Tätigkeit, u. a. als Patienten- und Pflegebeauftragter der Bayerischen Staatsregierung
- Prinzessin Ursula von Bayern, für ihr soziales Engagement, insbesondere für Kinder und Jugendliche
- Eva-Maria Beck-Meuth, Physikerin, für ihr Engagement zur Förderung von Frauen in MINT-Berufen und der Wissenschaft
- Andreas Bruckschlögl, CEO und Mitveranstalter von Bits & Pretzels, für seinen Beitrag zur Gründerkonferenz Bits & Pretzels und zur Attraktivität Bayerns als Startup-Standort
- Samantha Cristoforetti, Astronautin, für ihre Vorbildfunktion in der Wissenschaft, insbesondere in der Luft- und Raumfahrt, sowie ihr gesellschaftliches Engagement
- Erika Doleschal, ehemalige Fabrikarbeiterin, für ihr Engagement in der Katholischen Arbeitnehmerbewegung und der Missionsarbeit
- Margarete Engel, Lehrkraft, für ihre Verdienste um die Hauswirtschaft
- Günther Engelhardt, Landwirt, für seine Verdienste um die Landwirtschaft
- Brigitte Ertl, Lehrerin und Schulrektorin, für ihr Engagement in der schulischen Wertebildung und Demokratieerziehung
- Matthias Fack, ehemaliger Präsident des Bayerischen Jugendrings, für sein Wirken in der Jugendarbeit
- Uschi Glas, Schauspielerin, für ihr soziales Engagement, insbesondere für Kinder
- Volkmar Göbel, Zahnarzt, für sein Engagement in der Zahnversorgung für ältere Menschen
- Felix Haas, Unternehmer, für sein Engagement bei der Gründerkonferenz Bits & Pretzels und für die Startup-Szene in Bayern
- Denise Herrmann-Wick, ehemalige Sportlerin, für ihre sportlichen Erfolge im Langlauf und Biathlon
- Johannes Hintersberger, Staatssekretär a. D., für sein Wirken in der Landes- und Kommunalpolitik (CSU) und sein ehrenamtliches Engagement für Augsburg
- Wolfgang Hodbod, Erzieher und Sozialpädagoge, für sein Engagement für die Jugendhilfe und das Kinderdorf Irschenberg
- Anita Hölzl, für ihr soziales und politisches Engagement in der Region Rottal-Inn
- Chan-jo Jun, Jurist, für seine Pionierarbeit bei Rechtsfragen in sozialen Medien und den Schutz der verfassungsmäßigen Werte
- Hans Knabe, Mediziner und Geschäftsführer, für sein Lebenswerk beim Aufbau der Stiftung Aktion Knochenmarkspende
- Charlotte Knobloch, Präsidentin der Israelitischen Kultusgemeinde München und Oberbayern, für ihren Einsatz für jüdische Interessen, Versöhnung und gegen Antisemitismus
- Josef Köpplinger, Staatsintendant, für seine Verdienste um die europäische Kulturlandschaft und das Gärtnerplatztheater in München
- Stavros Kostantinidis, Rechtsanwalt, für sein Engagement für Kultur, Gesellschaft und die europäische Vernetzung
- Franz Langstein, Sozialpädagoge, für seinen Einsatz für die Erinnerung an die NS-Verbrechen und deren Opfer in der Region Mühldorf
- Elisabeth Lederer, Verwaltungsangestellte, für ihr Engagement im Volleyballsport beim SV 1949 Hahnbach und im Bayerischen Volleyballverband
- Ralf Lienert, Fotograf und Chronist, für seine fotografische und soziale Arbeit in Kempten[Fn. 2023 1]
- Caroline Link, Regisseurin und Oscar-Preisträgerin, für ihr künstlerisches Schaffen und ihr wohltätiges Engagement
- Heinrich Löwen, für seinen Einsatz für die Hinterbliebenen der ICE-Katastrophe von Eschede
- Oksana Lyniv, Dirigentin, für ihr künstlerisches Wirken und ihren Einsatz für klassische Musik und Nachwuchsförderung[Fn. 2023 2]
- Verena Müller-Drilling, Geschäftsführerin, für ihr soziales und politisches Unternehmertum sowie ihr Engagement in der Ausbildung
- Ursula Münch, Politologin, für ihren Einsatz für politische Bildung und Demokratie
- Gisela Raab, Geschäftsführerin, für ihre innovativen Konzepte für demografiegerechtes und umweltfreundliches Wohnen
- Claus Roxin, Rechtswissenschaftler, für seine Leistungen in der Strafrechtsdogmatik und sein wissenschaftliches Lebenswerk[Fn. 2023 1]
- Rainer Maria Schießler, Pfarrer, für seine lebensnahe Verkündigung des Evangeliums und sein kirchliches Engagement
- Josefine Steiger, für ihre Verdienste um die bayerisch-schwäbische Wirtschaft und die Integration Geflüchteter in den Arbeitsmarkt
- Alexander Stöckl, Geschäftsführer und Chefredakteur Sat.1 Bayern, für seine Verdienste um das Privatfernsehen in Bayern
- Bernd Storm van’s Gravesande, Ökonom und Unternehmer, für sein Engagement bei der Gründerkonferenz Bits & Pretzels
- Marianne und Emil Wagner, für ihr ehrenamtliches Engagement für die Resozialisierung von Strafgefangenen der Justizvollzugsanstalt Kempten
- Markus Wasmeier, ehemaliger Sportler, für seine Verdienste um die Bewahrung des bayerischen Kulturerbes und sein soziales Engagement
- Vanessa Weber, Geschäftsführerin, für ihr sozial und nachhaltig ausgerichtetes Unternehmertum und ihr Engagement in Wirtschaftsverbänden
- Christa Weigl-Schneider, Rechtsanwältin, für ihren Einsatz für Frauenrechte und Gleichstellung in der Politik
- Michael Werner, Feuerwehrkommandant, für seine Verdienste um die Freiwillige Feuerwehr und den Katastrophenschutz
- Joachim Wiegand, für seine unternehmerischen und sozialen Verdienste um den Rennsteig
- Ilona Wojahn, Präsidentin des Landesverbandes Bayern e. V. des Deutschen Tierschutzbundes, für ihr Engagement im Tierschutz[Fn. 2023 1]
- Isabell Zacharias, für ihre politische Arbeit (SPD) sowie ihr Ehrenamt für soziale Gerechtigkeit, insbesondere für Kinder und Familien
- Beatrix Zurek, Gesundheitsreferentin, für ihr berufliches und ehrenamtliches Wirken in der Münchner Kommunalpolitik in den Bereichen Bildung, Gesundheit und Wohnen

Fußnoten
1. 1 2 3  Die Ordensaushändigung erfolgte zu einem späteren Zeitpunkt.
2. ↑  Die Auszeichnung erfolgte nachträglich am 1. Oktober 2024 im Münchner Nationaltheater.

### 2024
Die Verleihung des Bayerischen Verfassungsordens 2024 fand am 5. Dezember 2024 im Akademiesaal im Maximilianeum statt. Die dabei ausgezeichneten Personen umfassen:
- Gregor Aas, Forstwissenschaftler, Bayreuth (Oberfranken)
- Martin Becher, Pädagoge u. Politologe, Bamberg (Oberfranken)
- Sebastian Bezzel, Schauspieler, Hamburg
- Senta Berger-Verhoeven, Schauspielerin, München
- Reinhard Böckl, Gewerkschaftsfunktionär, Aholfing (Niederbayern)
- Svenja Brunckhorst, Basketballspielerin, Hannover
- Veronika Döring, ehem. Krankenschwester, Landsberg am Lech (Oberbayern)
- Josef Ludwig Epp, ehem. Religionslehrer, Klinikseelsorger, Bad Grönenbach/Allgäu (Schwaben)
- Birgit Erb, Steuerfachangestellte, ehem. Bürgermeisterin, Oberelsbach (Unterfranken)
- Andrea Maria Erl, Regisseurin, Theaterleiterin, Nürnberg (Mittelfranken)
- Stefanie Förderreuther, Ärztin, Leiterin Neurologischer Konsiliardienst LMU, München (Oberbayern)
- Monika Führer, Leiterin Kinderpalliativzentrum LMU, München (Oberbayern)
- Florence Gaub, Sicherheitsexpertin, Zukunftsforscherin, Rom
- Simon Gehring, Projektleiter Allgäuer Zeitungsverlag, Durach (Schwaben)
- Siegfried Grillmeyer, Direktor und Geschäftsführer Caritas Pirckheimer Haus, Nürnberg (Mittelfranken)
- Roland Martin Hanke, Arzt, Palliativmediziner, Fürth (Mittelfranken)
- Elisabeth Hilmer, Entwicklungshelferin, Rottach-Egern (Oberbayern)
- Hans-Peter Hubmann, Apotheker, Stadtsteinach (Oberfranken)
- Martin Hujber, Vorstandsvorsitzender BürgerEnergie Niederbayern eG, Essenbach (Niederbayern)
- Thomas Jansing, Vorstandsvorsitzender Sternstunden e. V., München (Oberbayern)
- Senay Karaoguz, ehem. Lehrerin, Wörth am Main (Unterfranken)
- Eva Karl Faltermeier, Kabarettistin, Bernhardswald/ Regensburg (Oberpfalz)
- Jürgen Kirner, Volkssänger, Schauspieler, Kabarettist, München/ Hemau (Oberbayern)
- Sixtus Lampl, Oberkonservator a. D., Orgelsachverständiger, Valley (Oberbayern)
- Elena Lilik, Sportsoldatin, Kanutin, Augsburg (Schwaben)
- Gina Lückenkemper, Leichtathletin, Bamberg (Oberfranken)
- Michaela May, Schauspielerin, München (Oberbayern)
- Monika Mayer, Erzieherin, Bio-Landwirtin, Altusried (Schwaben)
- Marlene Mortler, Hauswirtschaftsmeisterin, ehem. MdEP, Lauf an der Pegnitz (Mittelfranken)
- Christine Moser, Unternehmerfrau, ehrenamtliche Bürgermeisterin, Wittibreut (Niederbayern)
- Rolf Poss, Pressefotograf, Siegsdorf (Oberbayern)
- Angelique Renkhoff-Mücke, Unternehmerin, CEO, Marktheidenfeld (Unterfranken),
- Karl-Heinz Röhlin, Pfarrer, Regionalbischof i. R., Neuendettelsau (Mittelfranken)
- Godehard Ruppert, Professor, ehem. Präsident Otto-Friedrich-Universität, Bamberg (Oberfranken)
- Erich Schieder, Landwirtschaftsmeister, Floß (Oberpfalz)
- Renate Schmidt, ehem. Systemanalytikerin, Bundesministerin a. D., ehem. MdB, Nürnberg (Mittelfranken)
- Petra Schulte-Ritter, Mediengestalterin, Sulzberg (Schwaben)
- Mitra Sharifi Neystanak, Germanistin, Lektorin für Persisch Uni Bamberg, Bamberg (Oberfranken)
- Hans-Heinrich von Srbik, ehem. Generalbevollmächtigter Bankhaus Reuschel & Co., München (Oberbayern)
- Dieter Wagner, ehem. Diözesansekretär, Bergrheinfeld (Unterfranken)
- Clemens Wickler, Sportsoldat, Beachvolleyball-Spieler, Starnberg (Oberbayern)
- Karl Georg Wiedemann, Ehrenvorsitzender Vereinigung Historischer Trachten von Altbayern, Schliersee (Oberbayern)
- Oliver Zeidler, Ruderer, Schwaig (Oberding) (Oberbayern)
- Regine Zille, Math.-techn. Assistentin Max-Planck-Institut, Garching bei München (Oberbayern)